# Tàrraco
Tàrraco (llatí: Tarraco; grec antic: Ταρρακών) fou la ciutat romana capital de la Hispània Citerior i després de la província de la Tarraconense, actualment Tarragona. Els orígens de Tàrraco es troben en una petita guarnició romana que els germans Gneu i Publi Corneli Escipió deixaren durant la Segona Guerra Púnica, l'any 218 aC. Aquest primer assentament (situat al costat d'un oppidum ibèric, probablement Cesse) aviat va esdevenir una important base militar que donà lloc a la ciutat de Tàrraco. Tàrraco fou la principal base d'hivernada dels exèrcits romans a Hispània que iniciaren un llarg i complex procés d'incorporació de les terres peninsulars al nou ordre polític, cultural i econòmic de la romanitat, on Tàrraco va tenir un paper fonamental. El conjunt arqueològic de Tàrraco va ser nomenat Patrimoni de la Humanitat per la UNESCO l'any 2000.

## Història

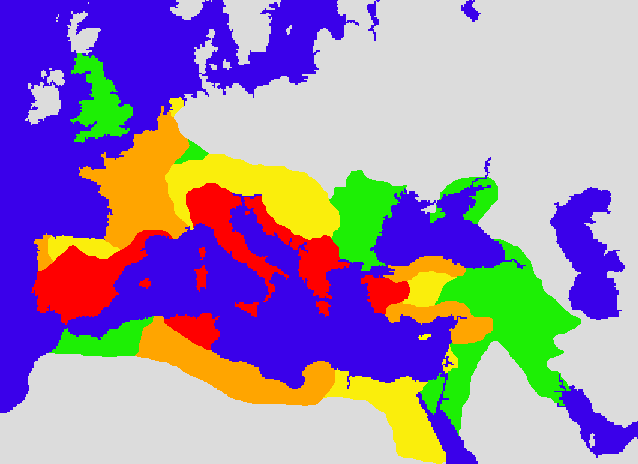
Mapa de l'Imperi Romà a l'any 133 aC (en vermell), 44 aC (en taronja), 14 dC (en groc) i 117 dC (en verd)

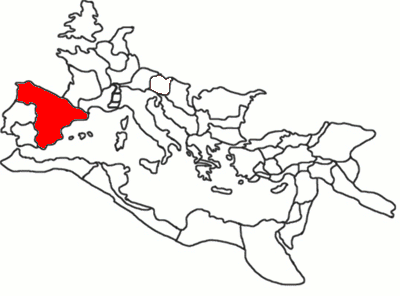
Província de la Tarraconensis

Tàrraco, com moltes altres grans ciutats actuals de l'Europa occidental al sud del Rin o del Danubi, és una ciutat d'origen romà. Segons l'arqueòleg Miquel Tarradell: 
"La ciutat neix a conseqüència de l'expansió del món romà [...]. Ara bé, això no vol dir que les ciutats romanes no tinguessin uns precedents indígenes, i en el cas de Tàrraco aquests precedents són clars. La diferència consisteix que en el món indígena no podem parlar pròpiament de ciutats, sinó de poblats, i que en el moment que un poblat entra en l'àrea d'influència romana es transforma en una ciutat, potser petita, però autèntica. Una ciutat amb una estructura social i urbanística que correspon al fenomen urbà. Això fou conseqüència, en bona part, de la concepció del món que tenien els romans. Per als romans, que havien estat políticament engendrats per una sola ciutat, Roma, el món era una mena de constel·lació de ciutats –no d'estats–, estructurades segons el model del que Roma havia estat".
Tàrraco reuneix les principals característiques de les ciutats romanes, ja que tendeix a una estructura planimètrica coherent i sistemàtica, amb carrers que es tallen en angle recte amb altres carrers transversals. A la part central de les ciutats romanes trobem el fòrum, que exercia diverses funcions: era centre religiós, centre cívic i centre de lleure i de conversa. Era el centre neuràlgic on hi havia les institucions administratives i polítiques de la ciutat. Un altre aspecte específic de les ciutats romanes és que estaven ben proveïdes d'aigua, mitjançant canalitzacions, que a vegades prenien la forma d'aqüeductes. A més a més, la higiene pública va millorar molt amb les nombroses termes, i fins i tot banys privats a les llars de les famílies riques.
D'altra banda, les ciutats romanes tenien, gairebé sempre, edificis d'espectacles de masses.
"Hi havia tres tipus edificis destinats als grans espectacles: els circs, on es feien curses de carros lleugers; els amfiteatres, per a les lluites de gladiadors i de feres; i els teatres, reservats a les representacions teatrals, que rarament eren tragèdies, sinó més aviat espectacles semblants a les revistes actuals. Només les grans ciutats tenien edificis de pedra permanentment dedicats a aquests espectacles. A la Tarraconensis, només Tàrraco tenia alhora circ, amfiteatre i teatre. Altres ciutats només en tenien dos: Sagunt, per exemple, tenia circ i teatre. I fins i tot algunes petites ciutats en tenien un: és el cas de Pollentia (Alcúdia de Mallorca), que tenia un petit teatre".
Finalment, al voltant de les ciutats es crearen les vil·les rurals, que esdevenien centres importants tant des del punt de vista general com des del punt de vista industrial; la més important de Tarragona la trobem a la vil·la romana dels Munts d'Altafulla.

### Època preromana
Gràcies a les fonts clàssiques, coneixem els noms dels distints pobles ibèrics que habitaven les terres catalanes, encara que es fa difícil d'establir-ne els límits amb una mica de precisió. Pel que fa a les comarques meridionals del Principat, els ilercavons estaven centrats en la zona del Baix Ebre, mentre que els cessetans ocupaven el Camp de Tarragona i també, probablement, la Conca de Barberà i el Penedès.
L'arqueologia ha evidenciat una important densitat de jaciments ibèrics en totes les nostres contrades, especialment a les terres de l'Ebre. N'és un bon exemple el poblat del Castellet de Banyoles (Tivissa), situat en una gran plataforma que domina i controla el pas del riu. Les diverses excavacions que s'hi han realitzat, des que entre els anys 1912 i 1927 hi aparegué, per atzar, l'anomenat "tresor de Tivissa" (objectes d'orfebreria, plats i vasos d'argent i monedes preromanes), han permès conèixer parcialment el seu urbanisme i l'excepcional sistema de defensa. Sembla que podem situar l'època de florida del poblat en els segles IV i III aC. També al Camp de Tarragona les estacions ibèriques són nombroses. Es poden recordar les de Fontscaldes, del Vilar (Valls), dels Garràfols (Vallmoll), del Degotall (Alcover), del puig de Santa Anna (Castellvell del Camp), de les Timbes (Riudoms), etc.
A Tarragona, diferents intervencions arqueològiques portades a terme de pocs anys ençà en la zona compresa entre els carrers dels Caputxins i de Pere Martell han pogut documentar in situ restes d'estructures d'hàbitat i recuperar materials d'època ibèrica datables a partir del segle v aC. Això confirma l'existència d'un oppidum indígena a la part baixa de la ciutat (que rebria el nom de Kese), a la vora d'una elevació natural del terreny molt pròxima a la fondalada portuària i a la desembocadura del Francolí.

### Origen de Tàrraco

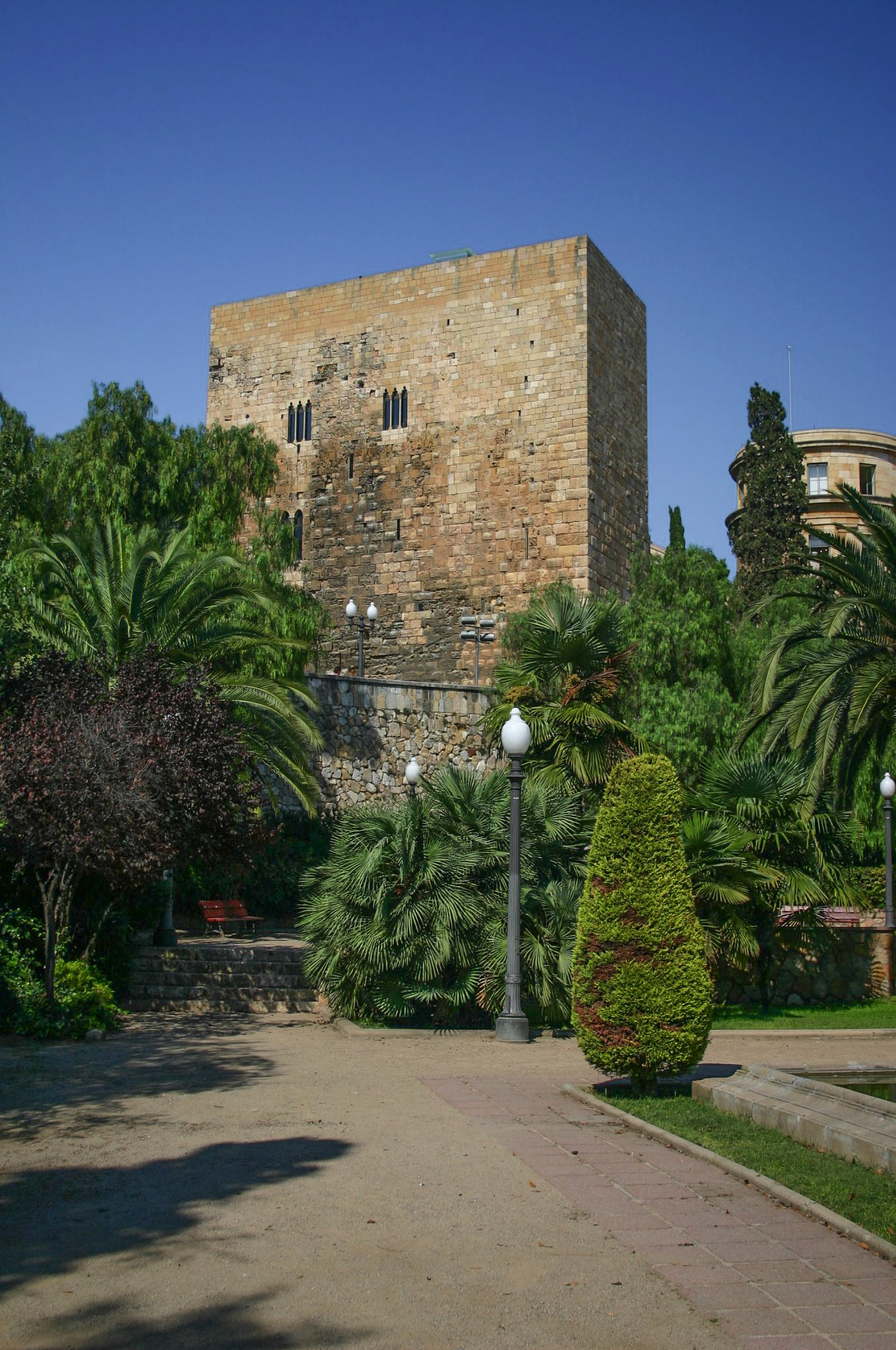
En un dels angles del costat sud del Fòrum Provincial de Tarraco, s'alça l'edifici del Pretori

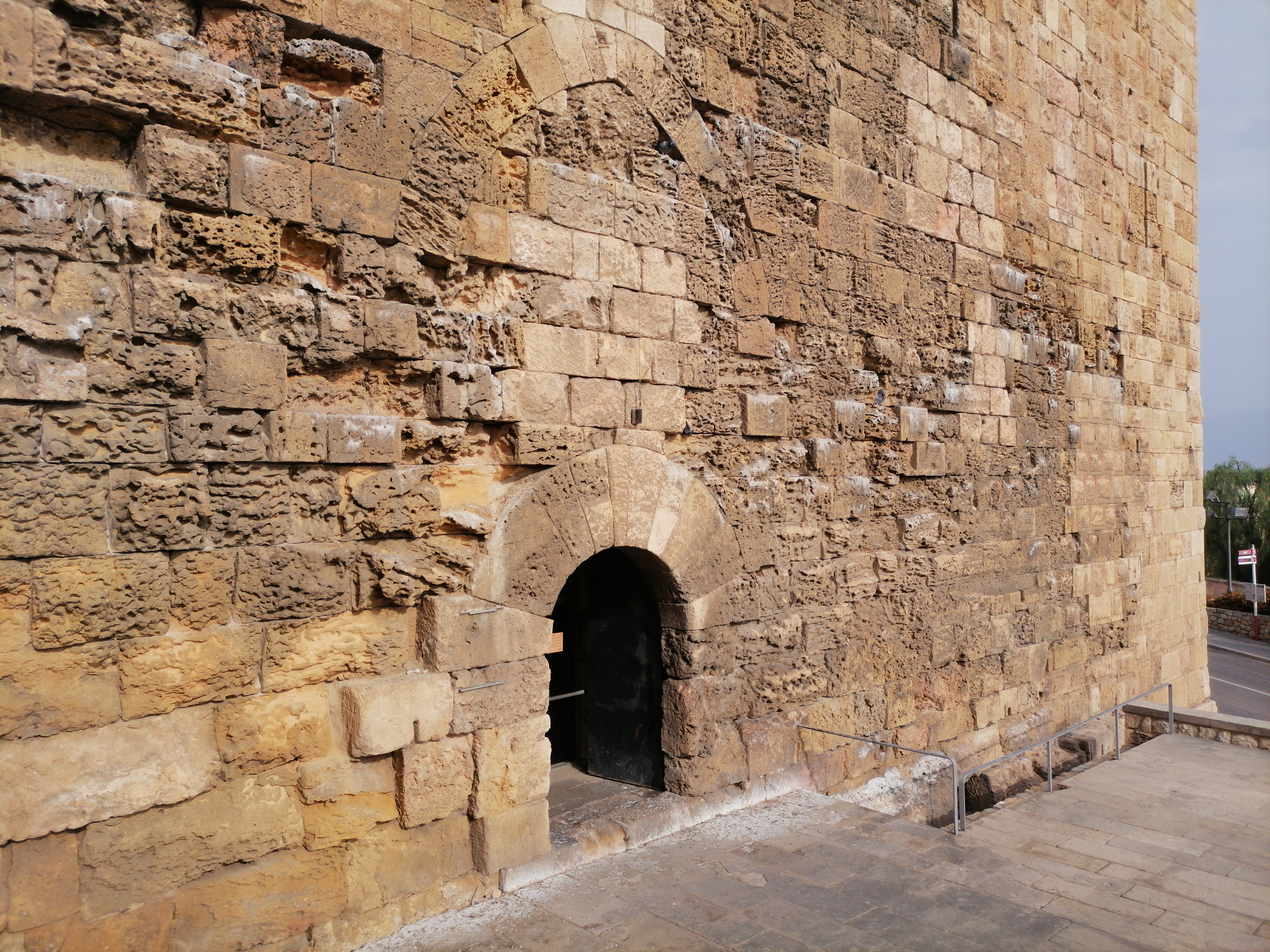
Detall del Pretori.

Després de desembarcar a Empúries l'any 218 aC, Gneu Corneli Escipió inicià la conquesta de tota la costa catalana fins al riu Ebre i s'enfrontà a les tribus indígenes que havien estat sotmeses als cartaginesos. La primera batalla es va lliurar a prop de Kese i va ser favorable als romans, que ocuparen el poblat, on va quedar establerta una guarnició. Després de la definitiva expulsió dels cartaginesos d'aquesta àmplia zona costanera, Tàrraco es constituí en el campament d'hivern de les legions romanes.
Un cop instal·lades les tropes i assegurada la defensa de la nova base militar mitjançant la construcció d'una muralla, els romans iniciaren -l'any 217 aC- la conquesta de les terres interiors ocupades per les tribus ilergetes, lacetanes i ausetanes, aliades dels cartaginesos. Tàrraco adquirirà, doncs, el caràcter de plaça forta. Dos elements resultaran decisius per a la seva posterior evolució urbana i, fins i tot, la condicionaran fortament: la muralla i el port. Tots es van construir i adequar, respectivament, per ordre dels Escipions i és per això que la ciutat va guanyar el qualificatiu de Tarraco Scipionum opus ('Tàrraco, obra dels Escipions') que li va donar l'historiador romà Plini el Vell (s. I aC).
L'any 45 aC, Juli Cèsar li va concedir l'estatut de colònia romana de dret romà, (Colonia lulia Urbs Triumphalis Tarraco). Posteriorment, l'any 27 aC, August, que va residir-hi entre els anys 26-25 aC i seguia les operacions militars de la cornisa Cantàbrica, li va concedir la capitalitat de la província Tarraconense dins de la nova organització provincial. S'inicià aleshores l'aplicació d'un programa dirigit a dotar la colònia romana d'un alt nivell urbanístic i monumental, d'acord amb la importància i significació de la ciutat. Tàrraco va arribar al seu màxim prestigi durant el segle ii.
| « | Tàrraco serà una Roma en petit: una ciutat fortificada, amb edificis públics dedicats als déus, l'administració i el lleure dels ciutadans. Una divisió clara entre barris suburbials i barris dels potentats, una vida urbana rica i intensa... L'actual Tarragona serà considerada en tot l'imperi com una mena de paradís, un lloc on la vida és plaent i còmoda, òbviament per a tots aquells que es podien permetre una vida així. | » |

En aquesta època, els habitants romans d'aquesta ciutat gaudiren d'un nivell de vida que no es tornarà a assolir fins ben bé a l'edat moderna. Com a mostra, el testimoni de Luci Anneu Flor, orador romà del segle ii:
| « | Tàrraco per a mi és la ciutat més agradable i estimada de totes les que s'escauen per al descans. Aquí tens un poble honrat, econòmic, tranquil, que manté una certa recança envers els forasters, però una vegada coneguts els tracta bé. El cel, que és molt temperat, no té canvis bruscs de temperatura i l'any sembla una primavera constant. La terra és fèrtil als camps i més encara als puigs, i produeix vi i blat tan bons com a Itàlia sense ser la collita de la tardor inferior. A més a més, la ciutat ofereix grans avantatges, ja que conserva estendards del Cèsar i ostenta en nom seu el títol triomfant. Però té també monuments notables de procedència estrangera: si mires els temples antics, veus que aquí s'adora Júpiter Ammó. | » |

La vitalitat es mantingué fins a mitjan s. III dC, quan, a conseqüència de la crisi general i amb les primeres incursions dels francs, s'inicià un procés de progressiva recessió tant en l'ordre demogràfic com en l'urbanístic, que es plasmà en la destrucció i l'abandó de gran part de la ciutat, tret de la part alta, que esdevindrà el nucli principal de l'hàbitat. Tanmateix, i malgrat les invasions dels bàrbars, els tarraconenses mantindran lleis i costums durant molts més anys que en altres ciutats del món romà. Per tant, són més de vuit segles de persistència romana a Tarragona.

### L'època romanorepublicana

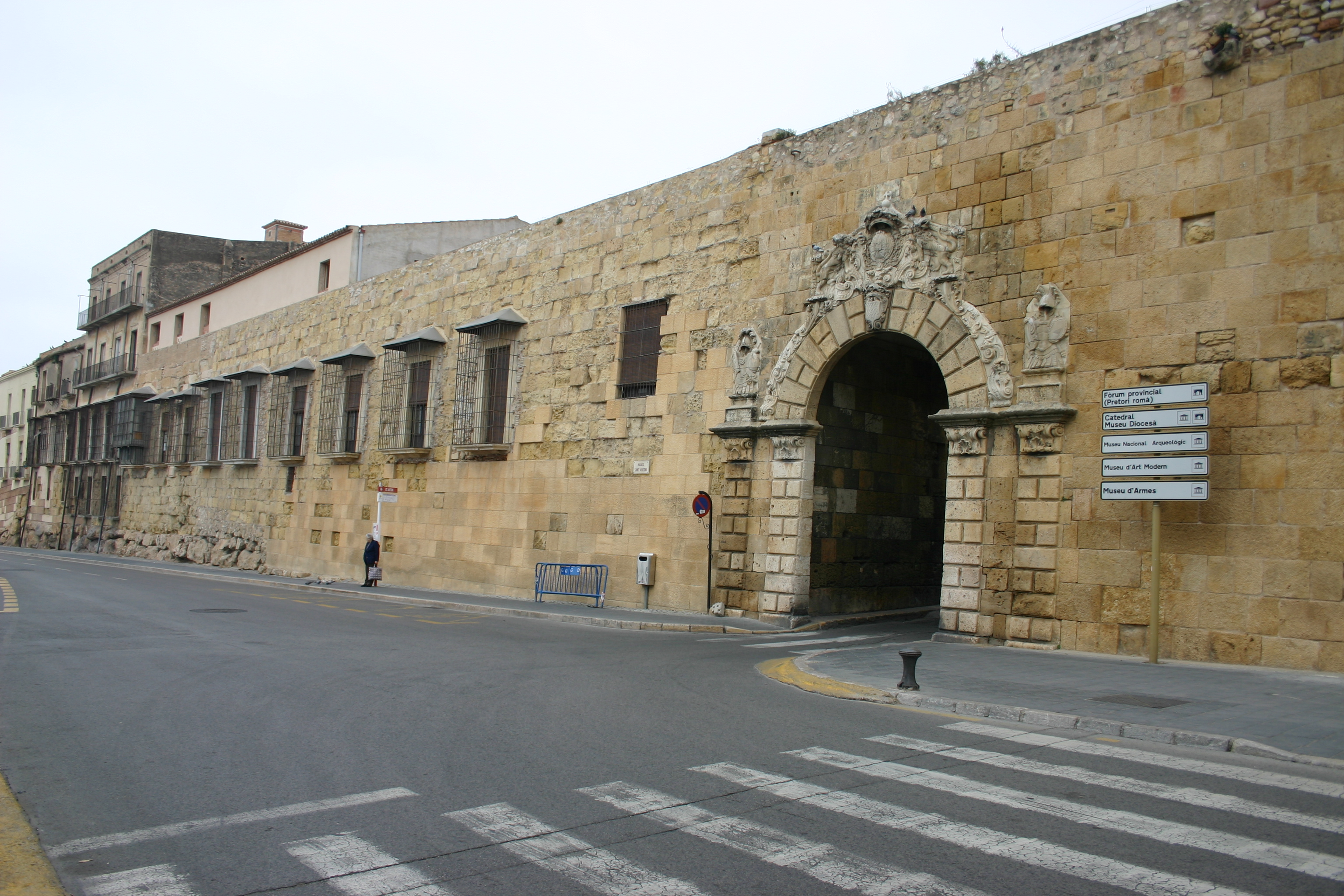
Muralles de Tarragona, amb els afegits posteriors del portal de Sant Antoni i finestres de cases particulars

Tàrraco sorgeix arran de l'arribada dels exèrcits romans a la península Ibèrica el 218 aC, en el marc de la confrontació entre romans i cartaginesos, en l'anomenada Segona Guerra púnica. Aquest cos expedicionari romà va desembarcar a la ciutat grega d'Emporion (Empúries), per dirigir-se des d'allà ràpidament cap al sud, amb la finalitat de controlar les terres al nord de l'Ebre. Les tropes romanes estaven comandades per Gneu Corneli Escipió, al qual es va afegir, un any més tard, el seu germà Publi Corneli Escipió. Gneu, després de vèncer, en un primer combat, els cartaginesos, va deixar una petita guarnició, que poc de temps després es va transformar en la principal base militar romana a Hispània. Aquest primer assentament romà es trobava molt pròxim a un oppidum ibèric fundat a finals del segle v aC i arqueològicament documentat recentment.
La ciutat republicana de Tàrraco va ser possiblement un nucli bifocal, amb el campament militar a la part alta i l'àrea residencial, a l'entorn del poblat ibèric i el port. La consolidació urbana va ser ràpida. La presència militar estable va comportar l'arribada no sols de soldats sinó també de comerciants i ciutadans romans que van veure Hispània com una terra que els oferia noves oportunitats. L'arribada dels romans va suposar també d'una nova cultura (la romanització) que, lentament, va imposar-se al conjunt de la societat.
La immigració va ser un dels factors que va contribuir a consolidar el procés de desenvolupament econòmic i demogràfic de Tàrraco. En el decurs de la primera meitat del segle i aC, arriben a Hispània importants contingents de gent emigrada d'Itàlia, Grècia i Orient, esperant millorar la seva situació econòmica i social mitjançant el comerç i l'agricultura. L'estudi de les inscripcions romanorepublicanes trobades a Tarragona ha proporcionat algunes dades per conèixer el tipus de població de la ciutat. Es tractaria, fonamentalment, de veterans llicenciats de l'exèrcit, immigrants de distinta procedència, artesans, comerciants i funcionaris.
Probablement l'element indígena era encara majoritari, però el seu grau de romanització devia ser tan avançat que havia permès el domini del llatí sobre l'antic idioma ibèric, sense que això signifiqués la seva total desaparició. Es comprova, per l'estudi d'alguns noms apareguts a les inscripcions (Aemilius, Caesius, Flavius, etc.), l'existència de famílies itàliques establertes a Tàrraco, algunes originàries d'Aquileia (Annius) o Càpua (Veicius).
Una de les principals infraestructures sobre les quals es va cimentar Tàrraco fou, sense cap dubte, el port i les muralles que servien de protecció al primitiu nucli civil i a la important base militar. Port i muralles romanes són el punt de partença de les expedicions de conquesta vers les terres de la vall de l'Ebre i del llevant peninsulars. Gràcies a les dades extretes dels autors clàssics, sabem que Tàrraco tenia ja en aquest moment un gran port, ubicat al mateix emplaçament que l'actual.
Sens dubte, l'edificació romana més antiga i més ben conservada d'època republicana són les muralles romanes. En un primer moment, hem d'imaginar-nos-la com una simple palissada de fusta que degué protegir la guarnició militar. La victòria romana sobre els cartaginesos i la incorporació d'Hispània a l'estat romà va accelerar el procés de consolidació de les defenses. La construcció de la primera muralla de pedra, datada arqueològicament a inicis del segle ii aC, s'ha relacionat amb la divisió provincial de 197 aC. L'opinió més estesa és que, a l'entorn de 150/125 aC, la muralla va patir una transformació important, va créixer en extensió, alçada i amplada. D'aquesta manera, va passar a encerclar el nucli urbà.
Ambdós elements, recinte emmurallat i port, degueren desenvolupar un paper fonamental en la consolidació de la ciutat; tant en l'àmbit militar (base de les legions) com en el comercial (centre d'embarcament dels productes i mercaderies exportats/importats a/de la metròpoli).
A finals del període republicà, tenim documentats a Tàrraco tres edificis públics monumentals: el temple dedicat a la dea Tutela, el fòrum de la Colònia i el teatre. Això denota la vitalitat i significació assolides per la ciutat en els darrers moments d'aquesta fase de consolidació.
Tàrraco va créixer de maneraaccelerada durant els segles II i I aC, i es va convertir, juntament amb Cartago Nova, en la ciutat més important de la Hispània Citerior. Cèsar hi va reunir els seus legats durant la Guerra civil contra Pompeu. Gràcies a la lleialtat mostrada pels tarragonins, Cèsar concedí a Tàrraco el títol de colònia de dret romà l'any 45 aC, fet que refermà la consolidació de la capitalitat.

### L'època romanoimperial

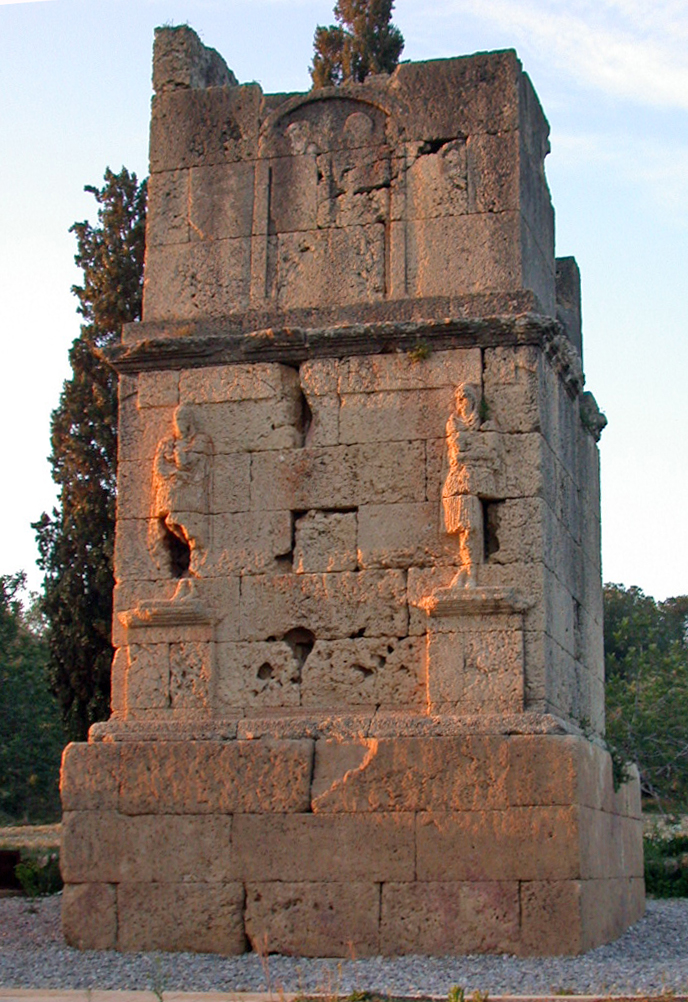
La torre dels Escipions, un dels monuments funeraris més importants, datat cap a la primera meitat del segle I dC

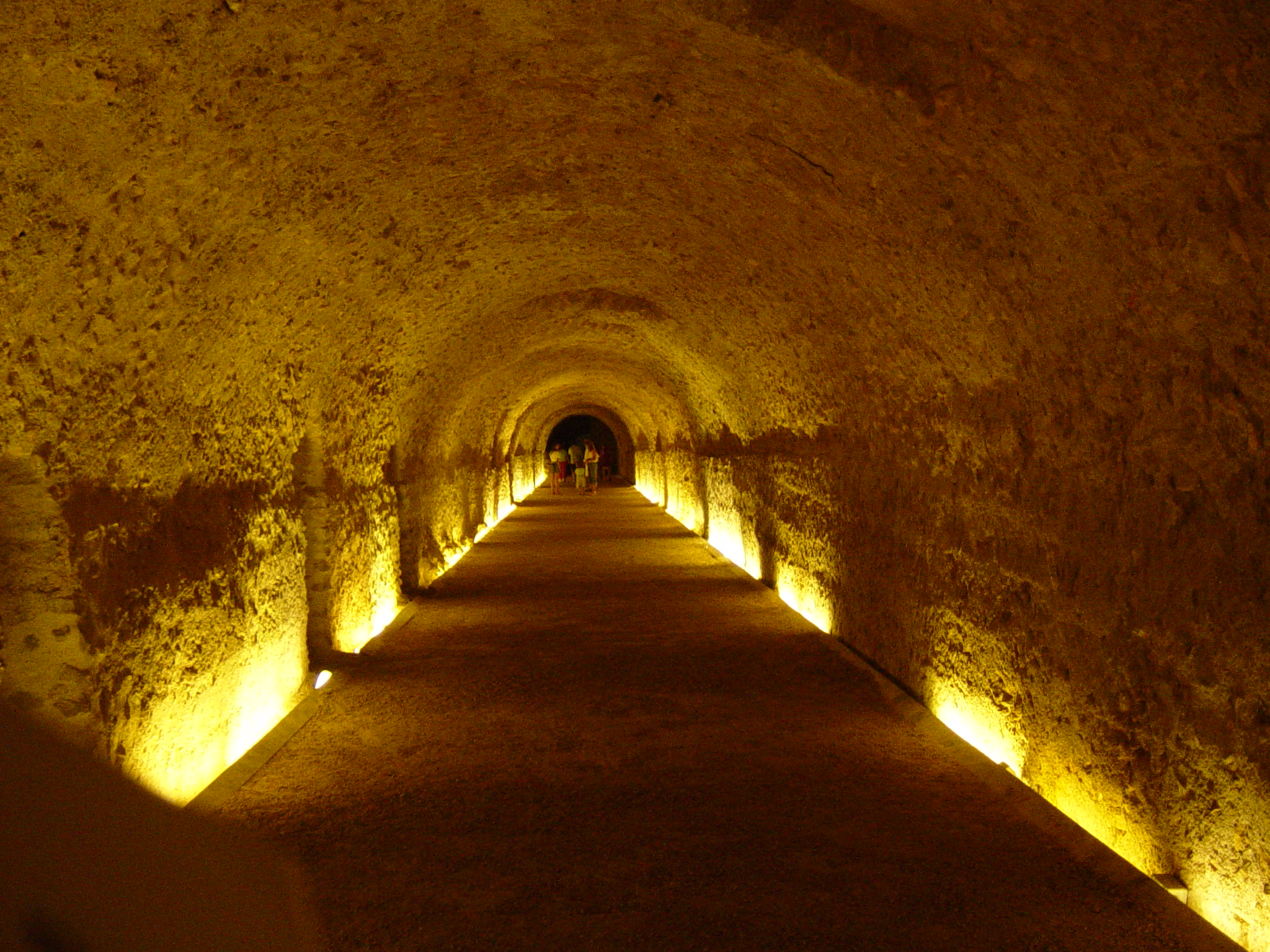
Volta del circ romà de Tàrraco

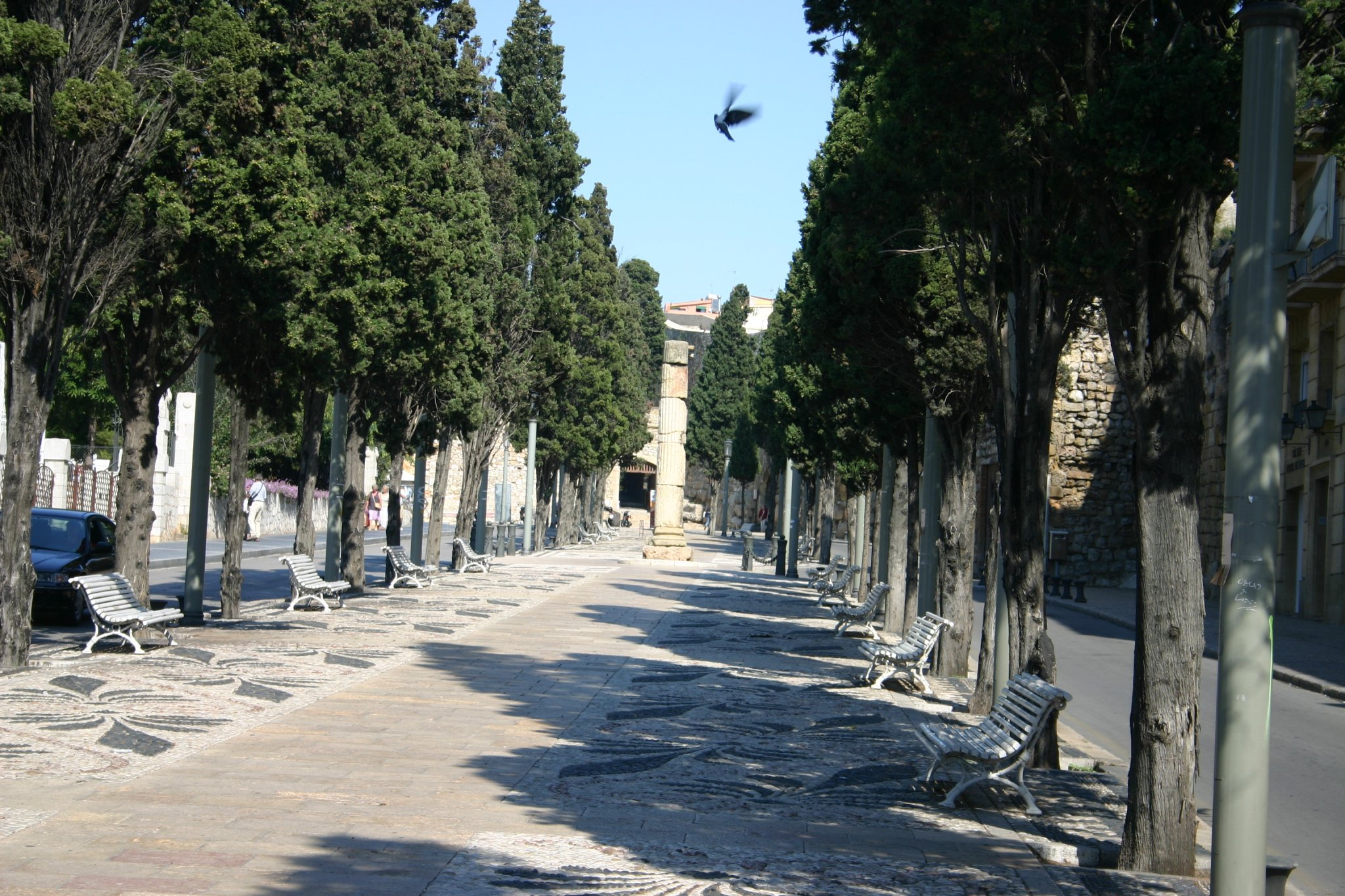
Tarragona, via de l'Imperi Romà

Durant els anys 26-25 aC, Tàrraco es convertí en la capital del món romà quan August va residir-hi i dirigí les campanyes contra càntabres i asturs. Gràcies a la presència militar, Tàrraco es va consolidar com a capital de la Hispània Citerior, i va rebre un fort impuls urbanístic, una mostra del qual és el teatre i la monumentalització del fòrum local.
La designació de la ciutat com a capital de la Tarraconense per l'emperador August l'any 27 aC és un fet cabdal per a la comprensió del paper que va jugar Tàrraco en el procés de romanització d'Hispània. A partir d'aquest moment, s'inicia un ampli programa urbanístic tendent a fornir la colònia d'un alt nivell urbanisticomonumental, d'acord amb la seva importància i significació.
A aquest moment, cal adscriure una reforma en profunditat de tota la trama urbana, reforma que tenim plenament documentada a la part alta de la ciutat, que resta distribuïda en tres zones amb diferent funció, disposades en terrasses esglaonades.
- A la primera, a la zona d'emplaçament de l'actual catedral, es va erigir un temple dedicat a August divinitzat, temple que, malauradament, es coneix només per textos literaris i històrics de l'època, per la numismàtica i també pels elements arquitectònics aïllats trobats en el sector.

- A la segona terrassa, la intermèdia, ordenada en forma de gran plaça porxada, hi ha el fòrum Provincial de la Tarraconense, lloc en el qual es reunien, entre d'altres, les assemblees dels representants dels diferents districtes (conventi) d'aquest ampli territori per tractar dels assumptes relacionats amb la seva administració. A aquesta estructura pertanyen el pretori Romà i la torre de l'Audiència.

- El circ ocupava la terrassa inferior i, al mateix temps, separava la zona oficial, ubicada a la part alta, de l'àrea destinada fonamentalment a l'hàbitat, que s'estenia des del circ fins a la zona portuària. En el circ es desenvolupen curses de cavalls i carros (bigues i quadrigues principalment).

Durant el segle i aC, la ciutat va créixer i es va consolidar. L'any 68, Neró va ser assassinat i s'inicia un període de convulsions en tot l'Imperi Romà i una sagnant guerra civil. El general romà Galba va ser nomenat emperador per les legions romanes hispanes, mentre que en altres parts de l'imperi van sorgir altres pretendents a emperador. Mort Galba, les províncies hispanes van donar suport a Vespasià, que va ser qui, finalment, va arribar al poder. S'iniciava així la dinastia Flàvia i un moment de gran esplendor per a les províncies hispanes. Gràcies al suport prestat a la causa, Vespasià els concedí els Ius Latii, a l'entorn de l'any 73, fet que significava que tots els hispans foren considerats ciutadans romans de ple dret i que els nuclis més importants de població, molts dels quals encara mantenien l'estatus sorgit en el moment de la conquesta, es convertissin en municipis. Alhora, comportà la necessitat de crear una nova administració que s'adeqüés a aquesta nova realitat que tingués com a nuclis rectors les capitals provincials. En conseqüència, Tàrraco, com a capital de la Hispània Citerior, va disposar de dos fòrums: un de colonial i l'altre provincial. Sabem, també, que a la zona anomenada la Pedrera del Port hi havia un barri residencial de l'època altoimperial ocupat per vil·les de grans sumptuositats i que en els primers segles de la nostra era es construeixen l'amfiteatre, l'aqüeducte de les Ferreres, la torre dels Escipions, l'arc de Berà…
Per obtenir la pedra necessària per a la construcció de tot aquest conjunt urbanisticomonumental, es varen posar en explotació una sèrie de pedreres situades als voltants de Tàrraco. La més important de totes és l'anomenada pedrera romana del Mèdol.
Tot aquest conjunt converteix Tàrraco en una de les ciutats importants de l'imperi. "Tarraco, civitas ubi ver aeternum est"; 'Tarragona, la ciutat on la primavera és eterna'. Aquesta és la descripció que l'emperador Hadrià va fer de la ciutat l'any 122-123 dC.
El territori situat al voltant de les ciutats romanes era, normalment, ocupat per un seguit d'establiments agrícoles, les villae, que, en alguns casos, esdevingueren també residència secundària de plaer per a la gent urbana, luxosament decorades. A l'àrea d'influència de Tàrraco, coneixem algunes residències prou importants: la vil·la romana dels Munts (Altafulla), els Antigons (Reus), la Pineda (Vila-seca), Paret Delgada (la Selva del Camp) o la del mausoleu de Centcelles (Constantí).
Les àrees de necròpolis conegudes a Tàrraco són ambdues al llarg de la via Augusta: l'una prop del riu Francolí, on més tard es va desenvolupar l'important nucli de la necròpoli paleocristiana de Tarragona; l'altra, prop de l'amfiteatre, a l'est del nucli urbà. Quant a enterraments de caràcter monumental, se'n conserven dos d'una importància excepcional: l'anomenada torre dels Escipions i el mausoleu de Centcelles a Constantí.

### La decadència de Tàrraco
La vitalitat de Tàrraco es manté fins a mitjans del segle iii dC, moment en què, per efecte de la crisi econòmica i de les primeres onades bàrbares, s'inicia el procés de regressió en l'ordre demogràfic i urbanístic. Segons ens relaten les fonts, i sembla que ho corrobora l'arqueologia, la ciutat va ser devastada el 260 pels francs. i en resultà especialment afectada la zona d'habitatges. Després d'un període d'incertesa que va representar bona part del segle iii, la ciutat va recobrar el seu dinamisme a partir, especialment, de la recuperació general que va suposar l'adveniment al poder de Dioclecià i de la tetrarquia que va establir el 285. A partir d'aquesta data i amb continuïtat al llarg de la meitat del segle iv, la ciutat es va revitalitzar, tal com ho manifesta la construcció de nous edificis públics, el manteniment dels espectacles, l'amfiteatre o la restauració d'edificis públics d'època de l'alt imperi. Amb tot, Tàrraco no es va escapar de la dinàmica de transformació social, política i econòmica que va alterar la fisonomia de molts centres urbans d'Occident.
Un element imprescindible per a la ciutat tardana de Tàrraco va ser la difusió del cristianisme i les actes martirials del bisbe sant Fructuós i els diaques Auguri i Eulogi, que foren objecte de persecució i mort l'any 259. El lloc de la sepultura es va acabar convertint en el centre eclesiàstic a partir del segle v, amb la construcció d'una gran basílica funerària amb edificis annexos, entre els quals un baptisteri.
La decadència de l'Imperi Romà va provocar la va gentrificació de Tarraco, que va esdevenir Tarragona i va concentrar exclusivament les classes privilegiades romanitzades dins de la muralla, expulsant la població humil cap al món rural. Les vil·les romanes van passar a mans visigòtiques i van atraure la població urbana expulsada, que viuria en petites construccions al voltant de la casa del patró, arrel de la majoria dels pobles actuals, però va mantenir la religió pagana i la llengua i cultura indígenes. La documentació escrita dels inicis del segle v ens mostra que Tàrraco mantenia estructures socials complexes, on el bisbe metropolità era el defensor de l'ordre establert, en un imperi en què christianitas era sinònim de romanitas.
El 476 va ser destronat el darrer emperador romà, Ròmul Augústul. La Tarraconense fou en gran part conquerida, el mateix any o poc abans, pel rei visigot Euric, i Tarragona va continuar sent una de les metròpolis durant la monarquia visigoda. Tanmateix, hi haurà un allunyament de la ciutat dels centres polítics decisius de l'època: primer respecte a Tolosa, després respecte a Bàrcino (Barcelona) i, finalment, respecte a Toletum (Toledo, s. VI). La importància urbana resta fonamentada en la seva condició de seu eclesiàstica metropolitana i en el manteniment de les instal·lacions portuàries.
L'any 713, volgué resistir els exèrcits islàmics de Mussa ibn Nussayr, però fou destruïda i abandonada durant més de tres segles. Frontera amb Al-Àndalus, la ciutat no es comença a recuperar fins a la seva conquesta el 1116 pel comte de Barcelona Ramon Berenguer III.

## Societat

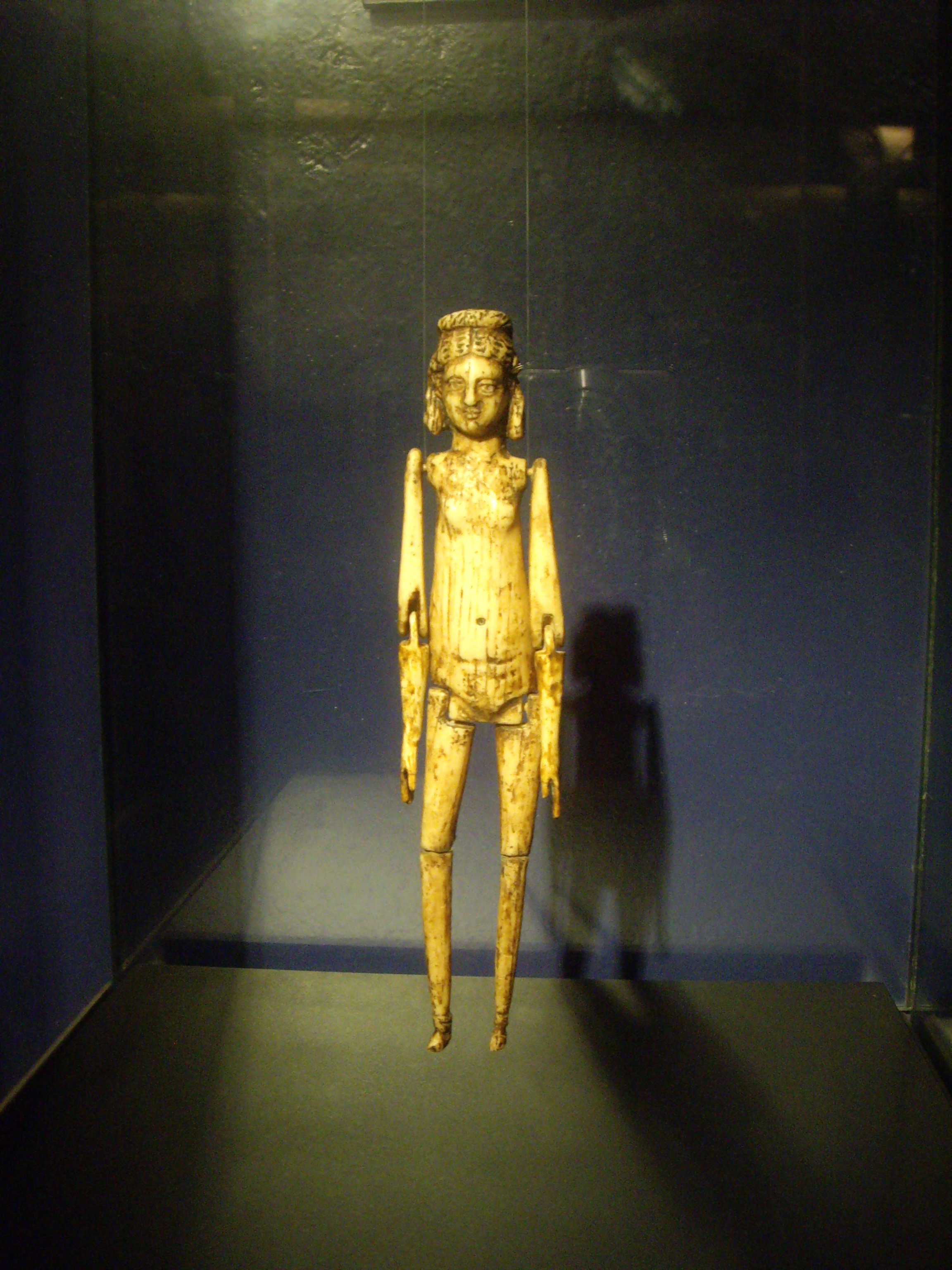
Nina d'ivori romana, Tarragona

Pels objectes descoberts en les excavacions arqueològiques es pot saber com era la vida quotidiana de Tàrraco. Cal dir, però, que les formes de vida van anar canviant al llarg del dilatat període que abasta l'antiguitat romana. És normal, doncs, que s'observin grans diferències entre els gustos i costums d'època republicana i els d'època imperial, i que siguin diferents els dels primers segles de l'imperi que els del baix imperi.
Cal tenir en compte, també, que les restes materials il·lustren aspectes concrets d'aquestes formes de vida, molt diferents segons provinguin d'una societat urbana o d'una comunitat camperola i diferents, també, segons pertanyin a un grup social privilegiat o, al contrari, facin referència als més desposseïts.
Elements de la vaixella (plats, bols, vasos, etc.), objectes domèstics (molins, cassoles, llànties d'oli), objectes d'ús personal (agulles de cap, fíbules, anells), joguines (fireta, sonall, daus), tots ens mostren aspectes, encara que parcials, de la vida i dels costums romans a les nostres contrades.

### Jocs i espectacles

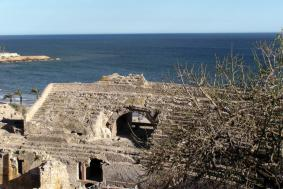
Detall de l'amfiteatre romà de Tàrraco

Els jocs i diversions de què gaudien els romans es poden dividir en dos grans grups: els privats (aquells amb els quals es distreien els infants, els joves i els adults) i els públics (que proporcionaven l'estat o els magistrats als ciutadans). Molts dels jocs privats romans tenen una gran similitud amb els nostres. Els nens i nenes jugaven a fet a amagar, a parells i senars, a la gallina cega o a la rutlla (guiant el cèrcol amb l'ajut de pals). Tenien baldufes, jugaven a les tabes i feien construccions, jugaven amb nines de fang cuit, de fusta, d'os o d'ivori, algunes de les quals eren articulades (com la que va aparèixer a la tomba d'una nena a la necròpolis paleocristiana de Tarragona), i amb petits vasos i atuells de ceràmica (fireta).
La gimnàstica era part de l'educació dels joves i cercava el desenvolupament equilibrat del cos i de l'esperit (curses, salts, llançaments del disc o de la javelina, etc.). Jugaven a la pilota (feta amb un farcit de pèls o plomes embolcallat amb llana o pells cosides) i a molts altres jocs de participació. La música, molt relacionada amb la religió, també formava part de les seves distraccions.
Els adults s'entretenien amb alguns d'aquests jocs (tabes, daus, etc.) i amb d'altres en els quals apostaven -de vegades- una important quantitat de diners. Jugaven al marro (amb el quadrat dibuixat a terra o gravat en una llosa o graó) i als soldats o latrunculi (joc que era una mena de combat simulat, similar als escacs). Però sobretot estimaven els ludi, dies en els quals es realitzaven els jocs i espectacles públics. De setanta-set dies de ludi oficials que hi havia al final de la República es va passar a cent setanta-set dies en el segle IV dC. Els més nombrosos eren els dedicats als espectacles teatrals, seguits dels desenvolupats al circ (curses de carros tirats per cavalls) i dels realitzats a l'amfiteatre (lluites de gladiadors, caceres simulades, lluites entre persones i feres, etc.).
Relacionats en un principi amb les festes religioses, van anar creixent en nombre i esdevingueren un potent vehicle de consens popular en la política imperial, fenomen que es pot resumir en el conegut aforisme de Juvenal: panem et circenses ('pa i espectacles'), el qual fa referència a la intenció de tenir satisfet el poble amb la distribució gratuïta de blat i amb l'organització de jocs públics, per tal d'evitar una possible revolta. Mitjançant les escenes representades en relleus escultòrics, pintures i mosaics, i també en llànties, ceràmiques i altres elements decorats, així com per la literatura de l'època, coneixem molts dels aspectes de les diversions i dels espectacles dels romans.

### Religió

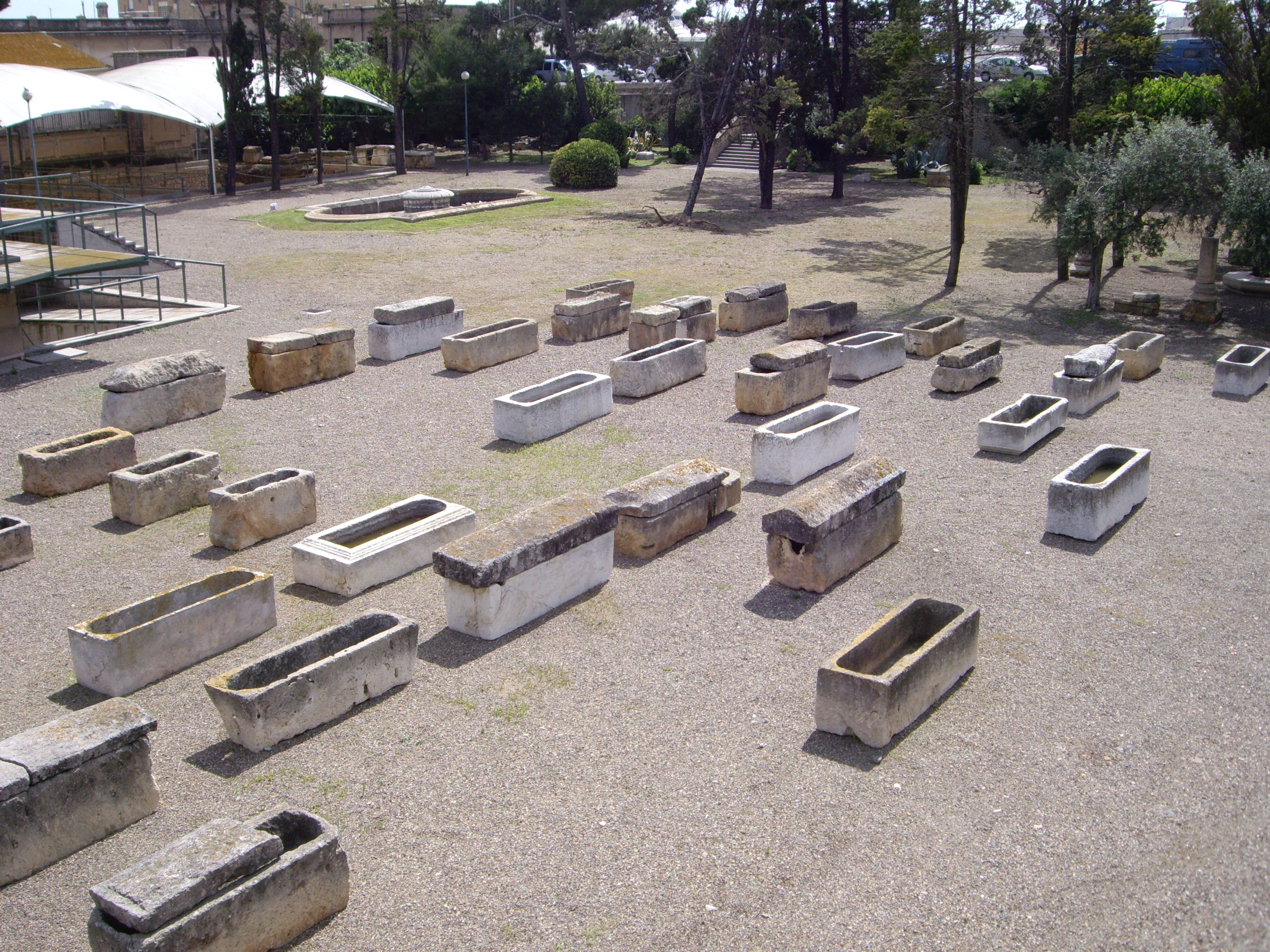
Necròpolis paleocristiana de Tarragona

La superstició era quelcom habitual en la vida privada dels romans, al costat de les devocions religioses personals i del culte tradicional domèstic i familiar (amb el record pietós als avantpassats). Roma va respectar, molt assenyadament, els cultes i les creences dels habitants dels diversos territoris que anava conquerint. La romanització va suposar -entre altres coses- l'assimilació i el sincretisme de diferents advocacions i la incorporació de nombroses divinitats estrangeres al panteó primitiu de la República, molt especialment de les procedents de Grècia i de la Mediterrània oriental. El principat d'August comportarà importants transformacions en el vessant religiós de la nova estructura imperial. Les manifestacions religioses oficials derivaran ràpidament vers un culte prioritari a una ideal i abstracta dea Roma i a uns reals i personals emperadors (primerament divinitzats a la seva mort, però després virtuals déus vivents fins i tot en companyia dels altres membres de la família imperial).
El culte imperial així entronitzat -tot i les desviacions i els excessos- tindrà una especial influència en els diversos àmbits religiosos: els mateixos déus tradicionals romans -com Juno, Minerva, Silvà o Venus- rebran l'apel·latiu d'augustos. El rebuig a retre culte a l'emperador -personificació de l'estat- serà considerat un crim politicoreligiós i la negació reiterada serà penada amb la mort i causa de diverses persecucions contra els cristians "subversius".
El cristianisme s'introdueix ben aviat a Tàrraco, però no tenim notícies fidedignes que demostrin un assentament estable a la ciutat fins al segle iii. L'any 259, són martiritzats a l'arena de l'amfiteatre el bisbe tarraconense Fructuós i els seus diaques Auguri i Eulogi. El paganisme i les religions orientals de salvació (inclosos els cultes a Mitra, Cíbele o Isis, però també el judaisme i els seguidors de la doctrina cristiana) conviuran -amb menor o major hostilitat- fins a la imposició general del cristianisme, que esdevindrà la religió oficial de l'imperi. Fins a la invasió musulmana, sovintejaran les repressions antipaganes i els conflictes sectaris entre catòlics i arrians.

### Objectes de bronze
Els romans van utilitzar l'or, l'argent, l'estany, el plom, el coure, el ferro i altres metalls. Sobresortien tant en la mineria com en l'art de separar el metall del mineral i de fondre'l per a omplir motlles. També sabien barrejar metalls per obtenir aliatges, el més clàssic i conegut dels quals era el bronze, fabricat amb coure i estany. El bronze va ser un dels materials més utilitzats pels romans. Els seus usos eren molt variats. S'utilitzava per als serveis de taula, per a mobles i objectes domèstics molt diversos, per a eines i elements tècnics i mecànics, per a batre monedes, com a suport per a la publicació de lleis, per a la decoració d'edificis, per a petites escultures i per a les representacions monumentals dels déus i dels personatges importants, etc.
L'utilitzaven de manera abundant en la vida quotidiana i oficial. Era una alternativa al marbre en els edificis o en els espais públics. Podia ser més costós, però permetia un tipus d'obres més lliures i flexibles. El bronze substituïa, en la decoració de la casa luxosa, els objectes de ceràmica o terracota, més modestos. Lampadaris, canelobres, estufes i fins i tot llits, amb els seus corresponents elements decoratius, eren fets de bronze. També servia, especialment per a satisfer clients rics, per a la representació de les diferents divinitats (com ara els déus lars) que formaven part del parament domèstic. La seva utilització en l'abillament personal era molt corrent (fíbules, anells, braçalets, amulets, penjolls, agulles), així com en l'instrumental mèdic i de bellesa (escalpels, espàtules, sondes, culleretes, pinces, estoigs).
Els bronzes elaborats sortien de les officinae, tallers especialitzats en què cada artesà tenia una funció concreta, amb experts que s'encarregaven de la fabricació de determinats objectes. Les peces més singulars devien ser fruit d'un comerç intens, com sembla demostrar la troballa en el fons del mar d'alguns dels exemplars de les peces més famoses, procedents de vaixells comercials enfonsats. Per contra, les peces més comunes devien procedir de petits tallers locals. El gran nombre de fragments i les escasses peces completes que s'han recuperat o ens han arribat des de l'època romana són testimonis de l'abundància i la varietat d'objectes realitzats amb aquest aliatge. Tanmateix, la majoria de la producció elaborada aleshores s'ha perdut o malmès a causa del productiu reciclatge i fàcil reaprofitament que ha patit aquest material fins als nostres dies.

### Abillament personal
L'escultura, els objectes de tocador, la joieria i els altres elements d'ús personal constitueixen la font més valuosa per a conèixer aspectes tan importants de la vida quotidiana com el vestit, el calçat i la manera de guarnir-se o de pentinar-se.
Donada la manca de conservació de restes de teixits i d'altres matèries orgàniques que formaven part del complex món de la indumentària, les escultures -exemptes o en relleu- són la font bàsica per a conèixer la imatge dels avantpassats romans. Per aquestes, sabem que la indumentària comuna era la toga, que anava damunt d'una túnica de mànigues, curtes o no. Era blanca, tot i que els nens de condició lliure i els cònsols i magistrats la portaven amb una banda color porpra teixida a la vora. Els nens la portaven així fins als quinze anys, moment en el qual -enmig d'una gran cerimònia- prenien la toga viril (blanca), a la vegada que es desprenien de la bulla (penjoll amulet que portaven al coll). Les dones vestien túniques llargues i anaven embolcallades amb mantells. Les bracae, una mena de pantalons ajustats més o menys a l'alçada dels turmells, no eren pròpies de la província Tarraconense i sí característiques dels "bàrbars" o de les Gàl·lies. El calçat complementava la indumentària. Era variat (botes, sandàlies, etc.), sense diferència entre sexes i, segons els tipus, distingia les classes socials.
Una major diferenciació es donava en el pentinat, lligat a les modes dictades normalment des de Roma pels membres de la família de l'emperador, i s'estenia per les províncies gràcies a la ràpida difusió de les imatges imperials. Els cabells llargs (de vegades augmentats amb postissos) de les dones permetien una gran varietat i fantasia en els pentinats. Es podia arribar a una complexitat increïble que feia necessària la utilització d'agulles (una troballa molt freqüent en les excavacions arqueològiques), fabricades en os o en ivori. El maquillatge era un altre factor destacat. En són testimonis els nombrosos ungüentaris de vidre, capses de ceràmica, pintes d'os o d'ivori, miralls de bronze o d'argent, pinces de metall i altres estris que complementaven els perfums i les joies.

### Vidre i luxe
En el món romà, el vidre tenia -al començament- un lloc de prestigi per raó de la lentitud i del cost de la seva producció, que el feien una peça d'artesania de luxe. A partir de la segona meitat del segle i aC, el descobriment de la tècnica del bufament revolucionarà aquesta artesania. Aquest procediment tan senzill, sigui bufant lliurement o fent servir un motlle, va permetre la producció d'envasos i objectes amb més rapidesa i obtenir una varietat més àmplia de formes i mesures que amb qualsevol altre material. El vidre va passar a competir amb les altres produccions, de ceràmica o de metall, que fins aleshores havien estat les més corrents, per a l'elaboració dels elements d'ús domèstic.
Desenvolupada en un primer moment en tallers situats a la Mediterrània oriental (principalment a Síria), la tècnica del bufament es va difondre ràpidament per l'Occident, a prop dels nuclis urbans més importants i al costat dels rius amb sorres de qualitat apropiada. Se'n va elaborar una gran quantitat de formes i es van utilitzar totes les tècniques complementàries conegudes (motius aplicats, escenes gravades o impreses i decoracions diverses). També van ser fabricades peces llises per a l'ús domèstic, petits contenidors per a medicines i ungüents, estris de tocador i fins i tot urnes cineràries. Les peces més complexes i costoses solien ser productes per a l'exportació. Per les grans quantitats d'escòries, nòduls i sobrants de fregitel·les aparegudes en els possibles assentaments de forns, i també per les troballes de peces de producció local (entre altes llocs, a Tarragona), es pot pensar que a la costa catalana hi va haver petits grups d'artesans que produïen peces de vidre, segurament dels tipus més comuns. Després del segle iv dC, el gust pel vidre va decaure alhora que en minvava la producció, la qual es limità a senzilles peces bufades d'ús quotidià.

## Alimentació

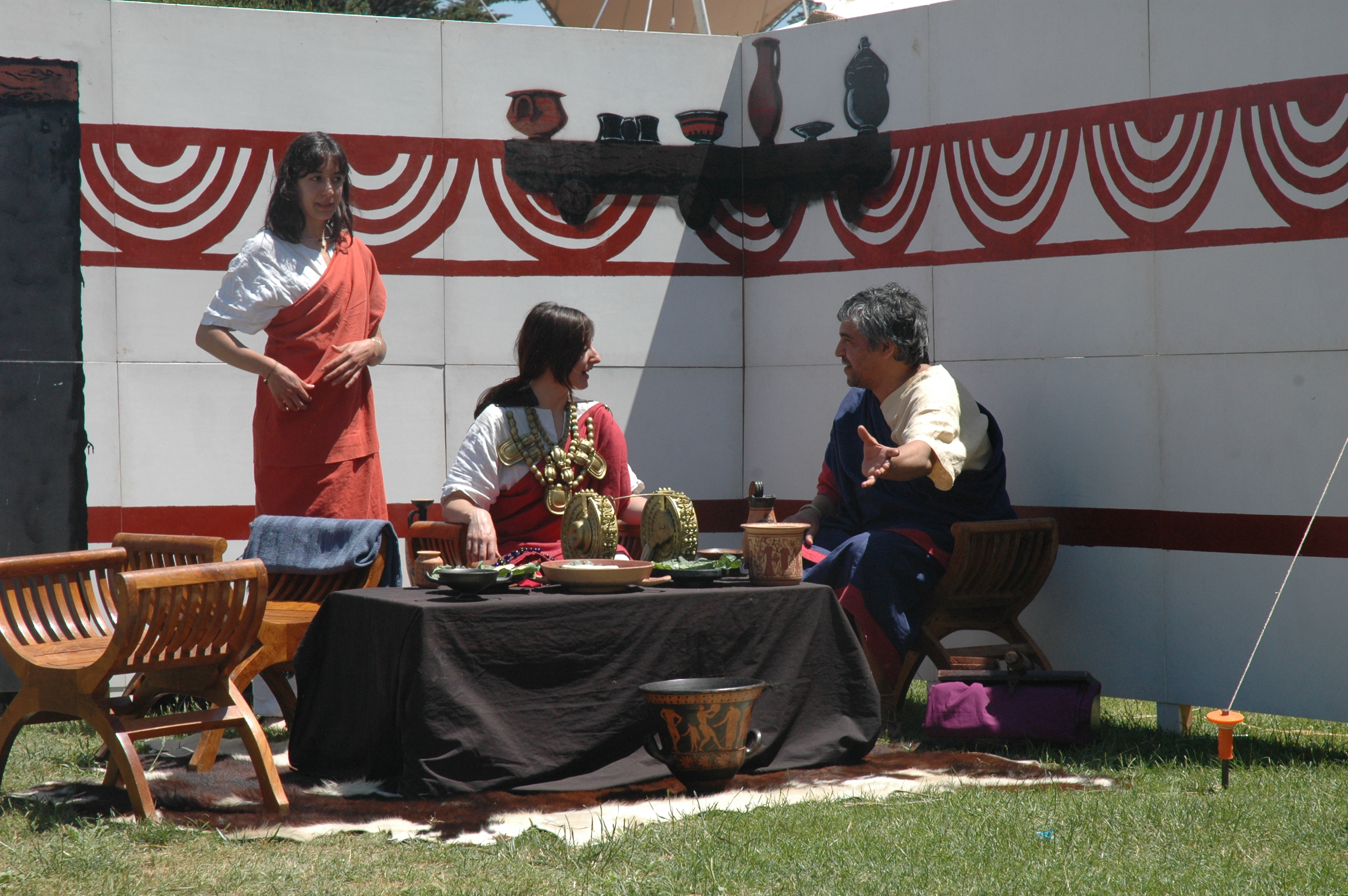
Recreació d'una família romana en el marc dels actes de Tàrraco Viva

### Serveis de taula
El tipus de ceràmica romana més estudiat -i més divulgat- és el de la vaixella de taula, especialment el d'època altoimperial, amb el seu característic vernís vermell (la terra sigillata, dita així per la presència més o menys habitual de segells impresos amb els noms dels tallers o fabricants). Els plats corresponen a la denominació de patella i les escudelles o tasses al genèric de catillus o catinus (perfectament documentat en els grafits trobats al taller de la Graufesenque), tots els quals s'utilitzaven per a servir peix, llegums, preparats a base de farina, etc. Per beure, el vas (got) es designava primer de tot amb el genèric poculum, però amb les mateixes funcions hi havia l'scyphos, el kylix i el calix, o formes més complexes com el cantharos, fabricats en parets fines o vidrades, entre altres modalitats. Les ceràmiques campanianes, al començament del segle iii aC, assenyalen una evident renovació en les formes, a base del cantharos i del crateriscos. Completen el servei destinat a la beguda el gerro o la gerra, anomenats urceus, urceolus o nasiterna, i l'ampolla, és a dir, lagoena, lagena, lacuna o laguncula.
També destaca l'anomenada ceràmica de vernís roig pompeià, cumanae patellae, la qual és una creació típica del món itàlic i que caracteritza una forma alimentària determinada.

### Hàbits
Durant els primers segles de la història de Roma, no hi va haver distincions socials en l'alimentació dels ciutadans i, lluny d'una àmplia oferta de productes, la cuina romana era molt local i lligada als productes de la regió. Del blat i de l'olivera provenia l'aliment essencial. Es menjava -sobretot- carn de porc i el peix es consumia pràcticament només a la costa.
Aquesta alimentació austera va anar canviant a mesura que creixien els contactes amb el nord d'Àfrica i amb l'Orient romà (Grècia, Egipte i l'Orient Mitjà). L'acceptació dels nous gustos i el canvi de costums gastronòmics es troba directament relacionat amb la diferent capacitat econòmica. Malgrat tot, es pot dir que a partir del segle i aC hi ha un cert gust culinari comunament acceptat. Del gra molt en el morter, fent farina, i del bullit (el pulmentum) dels llegums o del pa morè amb sal, es passa a una cuina en què dominaven les espècies i les salses.
Un altre element definidor de la cuina romana és la utilització de la mel i la combinació dels ingredients dolços amb les espècies. Un dels condiments més apreciats i més habituals en tots els plats d'una determinada qualitat era el garum, una mena de salsa feta amb les entranyes de diversos peixos, posats en salmorra i deixats fermentar i descompondre al sol. Malgrat tot, els ingredients més usuals eren els que donava la terra i els que tenien més pròxims: els cereals, els llegums, la fruita (sobretot la seca i la de closca), el bestiar porcí i oví i les aus més freqüents. Es condimentaven els plats amb oli, mel i espècies i s'acompanyaven amb vi, des de ben aviat. Coneixem molts d'aquests aspectes per mitjà de la literatura gastronòmica, iniciada per Cató i continuada per tants d'altres, entre els quals destaca l'autor de De re coquinaria, Apici.

### Aliments
Els romans menjaven tres o quatre vegades al dia: l'esmorzar (ientaculum), el dinar (prandium), el berenar (merenda) i el sopar (cena). L'àpat principal era el sopar, fet en família, que tenia lloc a l'acabament de la jornada. En un primer moment se sopava a l'atri, però més endavant s'utilitzà una habitació dedicada expressament a aquesta activitat (cenaculum). Quan va arrelar el costum de menjar recolzats en divans, el sopar es portava a terme al triclini. Es coneixen alguns menús de sopars per la literatura de l'època. Horaci, en una de les seves sàtires, presenta Ofelius, pagès honrat, explicant com els dies feiners menja verdures i cuixa de porc i, els dies en què té convidats, per contra, fa servir uns aliments més destriats i selectes.
Un menú romà típic (amb receptes de Marc Gavi Apici, De re coquinaria):
| «                 | - Puré de verdures. Coeu api en aigua amb carbonat sòdic, escorreu-lo i talleu-lo en petits trossos. Piqueu en un morter pebre, oliveretes, orenga i ceba, i macereu-ho tot amb vi, garum i oli. Coeu-ho en una olla fins que bulli i després barregeu-ho amb api. - Cuixa de porc. Heu de posar a coure la cuixa de porc amb moltes figues i tres fulles de llorer. Una vegada cuita, traieu-li la pell i feu-li uns quadradets que omplireu amb mel. A continuació arrebosseu-la amb farina i oli, de manera que quedi embolcallada dins d'una capa protectora. Poseu-la al forn, i quan estigui ben cuita, traieu-la i serviu-la. - Fruita. Plat de préssecs. Netegeu uns quants préssecs durs, talleu-los en trossos, deixeu-los coure en aigua i poseu-los en una plàtera. Tireu-hi unes gotes d'oli i serviu-los amb salsa de comí. - Dolços. Traieu els pinyols d'uns quants dàtils, farciu-los amb nous, pinyons o pebre molt. Arrebosseu-los amb sal, fregiu-los en un pot amb mel cuita i serviu-los. | » |
| — Marc Gavi Apici | |   |

### Cereals i pa
Els cereals eren un dels aliments bàsics en l'època romana. En un primer moment, el blat es menjava quan encara estava tendre a l'espiga. Més tard, aquest gra tractat esdevé farina. La farina, no sols de blat i d'ordi sinó també altres llegums, es barrejava amb aigua formant el puls o pulmentum, l'aliment històric dels romans. Els primers testimoniatges de la transformació del blat en farina daten de fa més de 18.000 anys, encara que el tipus de pa més primitiu era una massa cuita, sense fermentar i en forma de galeta.
La descoberta de la fermentació s'atribueix als egipcis, els quals, pels volts del 2600 aC feien el pa amb mètodes essencialment semblants als actuals. La introducció del pa en l'alimentació romana no va ser immediata. Considerat com quelcom aliè i fins i tot com a causa de la decadència dels antics costums, com pensava Cató el Vell. Més tard, però, va passar a ser la base de l'alimentació, com demostra l'expressió panem et circenses ('pa i espectacles'), que resumeix l'aspiració màxima de la plebs romana.
Es coneixen molt bé les diferents fases de fabricació del pa en l'antiguitat. Els autors grecs i llatins en donen molts detalls. A més, diferents monuments que les reprodueixen en els seus relleus escultòrics. Una vegada molta i seca, la farina es garbellava, es barrejava amb una mica de llevat i aigua i sal, es pastava, se li donava forma i es posava a coure en el forn. Hi havia molts tipus de pa, segons les particularitats de la fabricació, segons el seu destí i segons la natura i la qualitat de les farines.
En un primer moment el pa es fabricava a les cases (per les dones o pels esclaus), però més tard, ja a partir del segle v aC, hi havia forners a les ciutats, tot i que el costum de fer el pa a casa no va arribar a desaparèixer mai completament. Algunes cases riques tenien esclaus forners al final de l'època republicana i durant l'imperi, però en general es comprava el pa al pistrinum, forn professional. En les antigues fleques era el mateix forner qui molia el gra. D'aquí la presència de molins en els forns. És cert que el primer sistema per a moldre el gra va ser, durant molts anys, aixafar-lo entre dues pedres planes o arrodonides. També es van fer servir, més tard, els morters. Però ja des d'antic es feien servir els molins. El molí antic consistia essencialment en una part fixa, denominada meta, i una part mòbil, el catillus. Podien funcionar amb la força dels braços o bé amb la tracció animal, utilitzant ases (mola asinària) o cavalls (mola iumentaria). També hi havia molins d'aigua.

## Economia

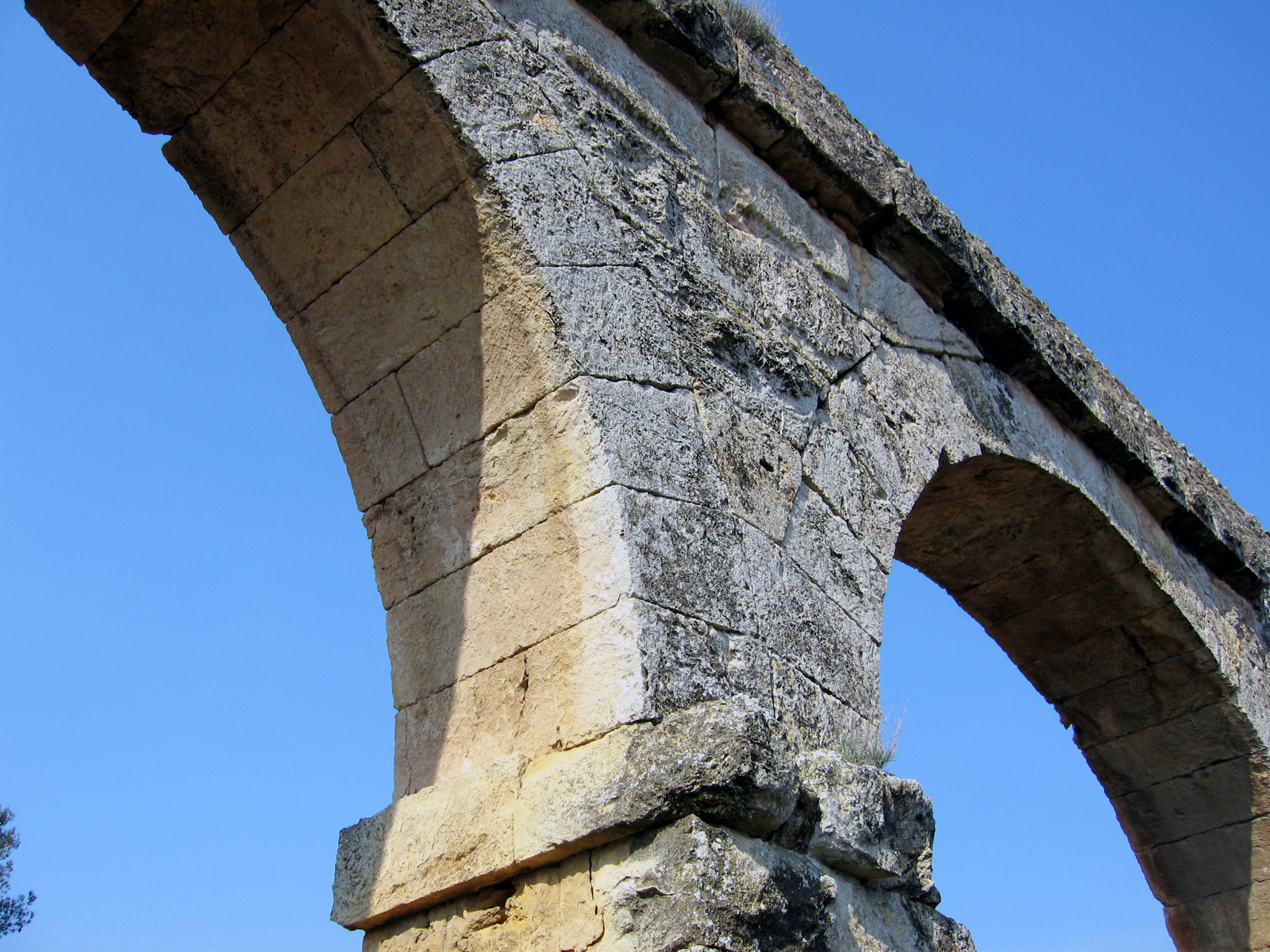
Detall de l'aqüeducte romà de les Ferreres

En la zona pròxima a Tàrraco van començar a circular-hi monedes en un moment molt primerenc, com ens demostra la troballa (feta pels volts de l'any 1860) d'un tresoret de monedes d'argent procedents de les seques de Selinus, Massalia i Emporion, i que es pot datar cap al final del segle iv aC. En aquell moment, l'ús de la moneda a la península Ibèrica és gairebé inexistent i només hi encunya moneda Emporion. Durant la primera meitat del segle iii aC, les úniques seques que encunyen moneda a Hispània són les colònies gregues d'Emporion i Rhode i les feniciopúniques de Gades i Ebusus. En conseqüència, la circulació monetària continua sent molt escassa i haurem d'esperar a la Segona Guerra púnica perquè Tàrraco aparegui com a seca.
L'any 237 aC, els cartaginesos desembarquen a la Península i comencen a encunyar-hi moneda, entre altres raons per pagar els seus soldats. Aquesta moneda degué circular, tot i que en molt escassa quantitat, a Tàrraco, com ho demostra alguna troballa monetària. Però la incorporació definitiva de Tàrraco i del seu territori al món de l'economia monetària no es realitzarà fins després de l'any 218 aC, quan els romans arriben a Hispània per lluitar-hi contra els cartaginesos. Els romans introduiran la seva moneda, encunyada a la seca de Roma i, a més, provocaran que les tribus indígenes comencin a encunyar-ne de pròpia. Possiblement, una de les causes que els pobles ibèrics encunyessin moneda va ser la de pagar tributs a Roma, però hi devia haver altres raons que encara són molt difícils de determinar amb les dades de què disposem.
Les troballes monetàries ens indiquen que, durant els segles II i I aC, les monedes que corrien amb més abundància a Tàrraco i al seu territori eren les que havien estat encunyades a Kese, nom de la seca dels cessetans i que probablement fa referència al nucli indígena de la nostra ciutat. També hi circulaven monedes de la seca de Roma, de les seques ibèriques de la vall de l'Ebre i del llevant peninsular, a més d'algunes de la Gàl·lia, d'Ebusus i de seques costaneres situades al sud de la península.

### El mar
Pel port de Tàrraco van passar primer els soldats i els tribuns, però, més endavant, també els artesans i els comerciants. Des dels segles I al V de la nostra era, l'Imperi Romà era un immens territori, organitzat al voltant de la Mediterrània, que tenia Roma com a centre vital. A les costes, centenars de ciutats comerciaven amb els productes de l'interior i també amb els que procedien de llunyans països com l'Índia o l'Àfrica central. El mar era la gran plataforma per la qual comerciants i productes podien traslladar-se amb rapidesa en totes direccions. Grans vaixells mercants s'encarregaven d'aquesta tasca. Alguns eren autèntics gegants de més de cinc-centes tones, dimensions que no van poder ser superades fins al segle xv.
Les principals rutes passaven pel mateix port de Roma, Òstia. El tràfic marítim es realitzava en totes direccions i amb tota mena de productes: oli, vi o salaons de peix envasats en àmfores, metalls en brut o ja elaborats, marbres per a la construcció i el guarniment, tèxtils, fustes, esclaus, etc. La demanda sempre creixent de les poblacions urbanes incentivava aquest comerç, que era controlat per l'estat mitjançant l'establiment de taxes i de peatges. Tots, d'alguna manera, intentaven treure benefici als avantatges d'una mar segura, lliure de pirates, una mar romana...
La Mediterrània ha estat una mena d'immens contenidor de materials arqueològics. Els temporals -especialment els provocats pel sobtat i fort vent de xaloc- i la mala fortuna o la descurança dels mariners han fet que el litoral tarraconense hagi esdevingut dipòsit de vaixells enfonsats (derelictes) o de parts importants de llurs càrregues.
Així, no és estrany que la recerca arqueològica submarina a Tarragona contingui troballes destacables, sobretot en els darrers decennis: la recuperació, l'any 1948 -a prop de la punta de la Móra-, del sarcòfag de marbre amb la representació de la bella i mítica història d'Hipòlit i de Fedra n'és una de les fites remarcables. L'anàlisi dels derelictes antics localitzats sota les aigües tarraconenses, des de l'Ametlla fins a Calafell, ha aportat indicis dels intensos contactes comercials de Tàrraco amb totes les regions mediterrànies.

### Àmfores
Les àmfores servien per a transportar en bones condicions un volum considerable d'aliments peribles, des dels llocs d'origen fins als magatzems i contenidors públics o privats (grans sitges o dipòsits, dolia, gerres, etc.). Les més abundants són les destinades a transportar vi, del qual se'n feia un gran consum (hom ha calculat que la demanda d'aquest producte a Roma, en el segle i, era de l'ordre d'un milió i mig d'hectolitres a l'any). Molt habitual era també l'exportació-importació d'oli, fonamental en l'alimentació i la cuina romanes (al costat del port fluvial de Roma, les àmfores buides d'oli -procedents majoritàriament de la Bètica- van arribar a formar una petita muntanya, l'anomenat mont Testaccio).
En alguns dels centres en què eren elaborats -de manera gairebé industrial- aquests productes, s'hi fabricaven simultàniament els envasos corresponents. És el cas, per exemple, d'un seguit de vil·les agrícoles del Camp de Tarragona, del Penedès i de la Ribera d'Ebre en què han estat documentades arqueològicament les restes de forns que produïen -sobretot- àmfores vinàries que imitaven tipologies de prototipus itàlics. D'altra banda, es van importar de diferents llocs productors del sud de la península Ibèrica, del nord d'Àfrica i de la Mediterrània oriental (en un primer moment, també d'Itàlia) grans quantitats de vi, oli, cereals, conserves, salaons, garum, fruites, etc.
A partir del segle ii, una bona part del transport de vi es fa mitjançant envasos més pràctics (més resistents als cops i menys pesants), com les bótes de fusta. Tanmateix, l'àmfora es transformarà -adaptant-se al contingut específic- i mantindrà diverses varietats en ús durant tot el baix imperi i fins a l'època medieval.

### Ceràmica
Avui veiem la ceràmica romana com una extraordinària indústria que originà una producció massiva i d'una gran varietat de formes i de tipus destinats a satisfer un mercat amb diverses demandes comercials i, també a competir entre si i amb altres objectes fabricats amb materials diferents, com els metalls o el vidre.
La ceràmica és el "fòssil director" de major importància dins de les excavacions arqueològiques de Tàrraco, i mitjançant aquest material podem anar traçant les grans línies del seu desenvolupament. D'aquesta manera, des dels últims segles de la República romana (ceràmiques de vernís negre i presigillates), fins al principat d'August (sigillata itàlica) i els primers segles de l'imperi (vasos de parets fines i sigillates gàl·liques i hispàniques), o amb les sigillates africanes, que cobreixen els segles més avançats al costat de les produccions hispàniques tardanes, anirem coneixent amb detall alguns aspectes de les relacions comercials i del panorama econòmic de la nostra ciutat i del seu territori.
Juntament amb aquests vasos, les llànties o les anomenades ceràmiques comunes de cuina i de taula (abundantíssimes i en una proporció aclaparadora entre els materials procedents d'excavacions), ens permetran aproximar-nos amb fidelitat al quadre de l'instrumentum domesticum i a les necessitats més immediates de la taula i de la cuina romanes.
Altres envasos, destinats al transport de mercaderies, com les àmfores, són fins ara els més útils elements per a conèixer l'intercanvi de determinats aliments. Menys estudiats i valorats han estat encara els materials ceràmics de construcció i de decoració arquitectònica, com els maons, les tègules, els imbrex, les antefixes o les plaques o lastres Campana, i algunes produccions plàstiques menors, com les figuretes i joguines de fang cuit o les terracotes.

## Art

### Arquitectura

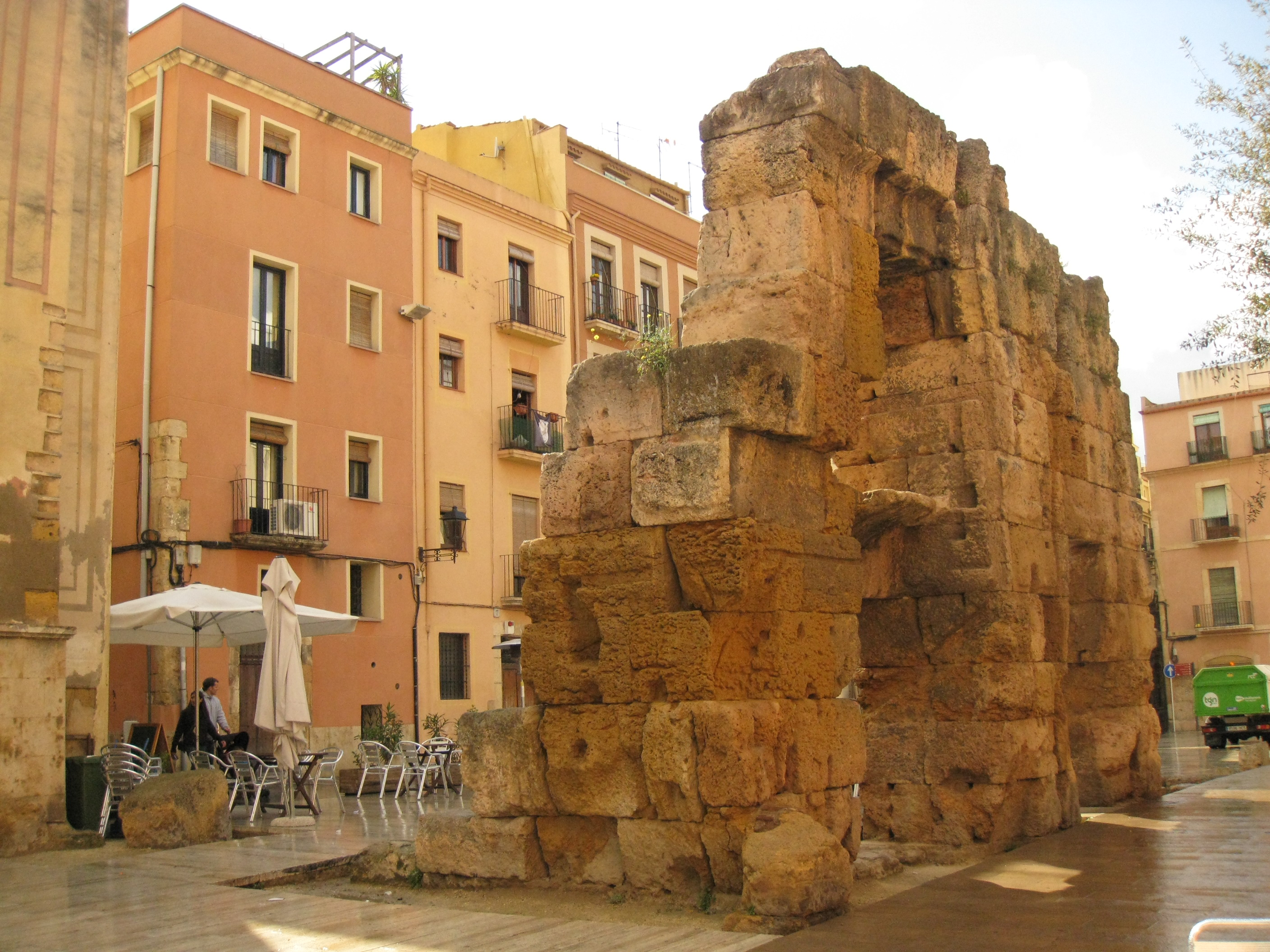
Restes del fòrum Provincial romà, plaça del Fòrum

La romanització suposa la plena integració en una societat eminentment urbana. Les ciutats romanes de l'actual Catalunya eren de dimensions reduïdes, exceptuant Tàrraco que, des d'època d'August fou la capital de la Hispania Citerior o Tarraconensis i, per tant, la seu del governador i de l'aparell administratiu, ideològic i econòmic de gran part de la península Ibèrica.
L'urbanisme i l'arquitectura de Tàrraco són un bon exemple dels principals trets definidors d'una ciutat romana. En època imperial, a l'interior del recinte emmurallat es disposaven –del cim al port– un recinte de culte, una gran plaça de representació vinculada al govern de la província, el circ, el fòrum de la colònia, el teatre i el port. Només una part significativa del conjunt d'edificis públics (temples, termes, jardins, etc.) que, juntament amb l'entramat regular de carrers, definien el paisatge urbà. Fora del recinte emmurallat es va construir, a inicis del segle ii, l'amfiteatre. L'àrea residencial intramurs, molt poc coneguda, es disposava pel vessant meridional del turó, entre el circ i el fòrum de la colònia. Fora muralles, es van desenvolupar a partir d'època d'August densos barris suburbials com el que sorgeix entre la desembocadura del riu Francolí i el port.
A més dels testimonis físics conservats, sabem de l'existència a Tàrraco d'un collegium fabrum, una associació que agrupava els treballadors de la construcció de Tàrraco a l'inici del s. II dC. Els materials emprats van ser, bàsicament, el formigó, la pedra (procedent de pedreres locals com el Mèdol), i una ingent quantitat de marbres d'arreu de la Mediterrània que van ser emprats, principalment, en la decoració d'edificis públics i privats.

### Temples

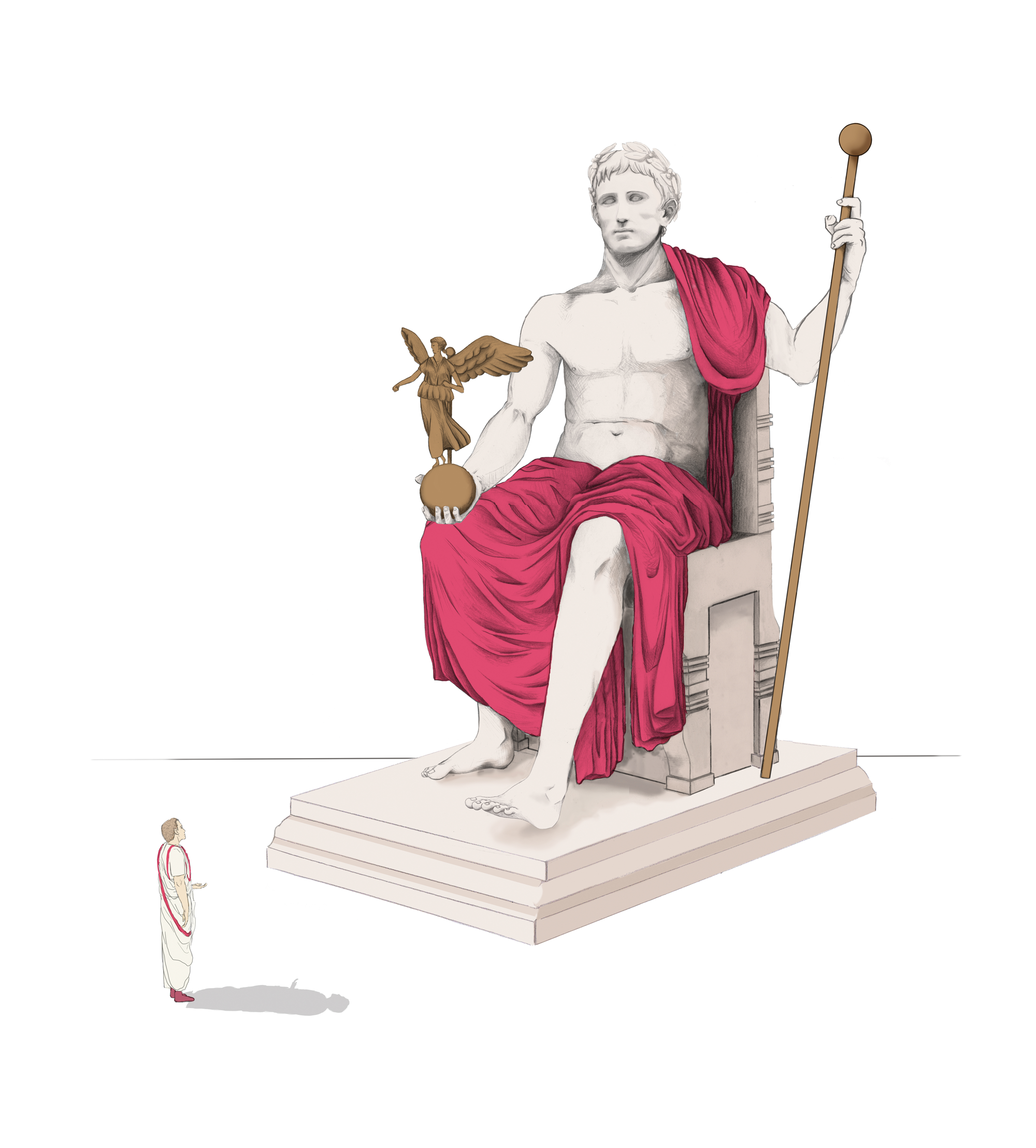
Recreació de l'estàtua colossal d'August divinitzat que presidia el recinte de culte del fòrum Provincial de Tàrraco

A Tàrraco, a més del recinte de culte del conjunt monumental del fòrum provincial, hi havia altres temples, dels quals es tenen notícies per l'epigrafia, la numismàtica o les fonts escrites. El temple d'August, conegut per les monedes encunyades a la seca de Tàrraco i citat per Tàcit (que ens diu que l'any 15 dC se'n va autoritzar la construcció), havia estat situat tradicionalment a la zona del fòrum provincial. La seva cronologia, el testimoni de diverses inscripcions relacionades amb el culte imperial trobades reutilitzades a l'àrea de la necròpolis paleocristiana pròxima al fòrum de la colònia i el fet que en aquesta zona s'hagi trobat un conjunt icònic d'estatuària imperial, fa pensar, però, que el temple d'August estigué situat en el fòrum de la colònia.
Diversos elements ens parlen d'altres temples que estarien localitzats a Tàrraco, la situació dels quals avui desconeixem. Les dues ares o altars votius que es poden apreciar en aquesta sala en són una mostra. Una, porta una inscripció referent a un mestre de cases anomenat Quintus Attius Messor, que va pintar i restaurar a expenses seves l'exedra i la façana del llavors ja envellit temple de Minerva. La inscripció de l'altra anomena un personatge, Baba, que intervingué en la construcció del temple de Tutela. També hi ha nombrosos fragments de relleus, alguns dels quals, possiblement, correspondrien a un trofeu, de procedència malauradament desconeguda.

### Vil·les

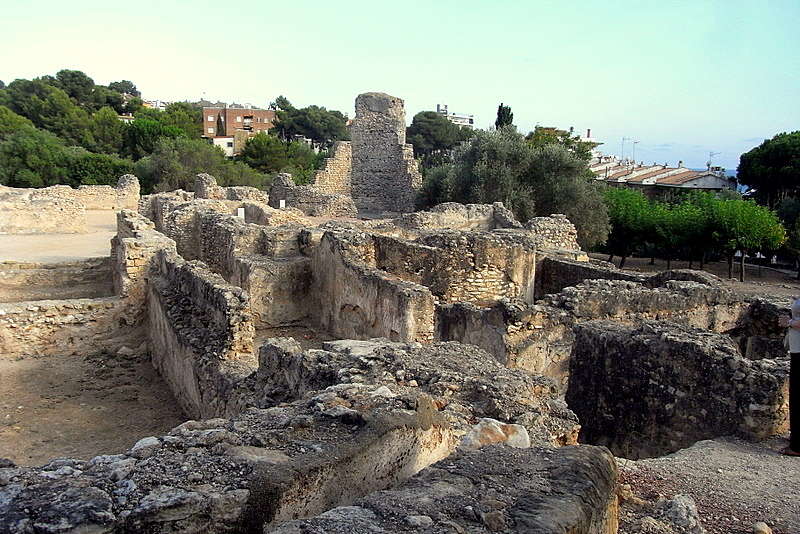
Vil·la romana dels Munts

Per a la societat romana el concepte de vil·la era sinònim d'una vida feliç, plena de luxes i lliure dels deures quotidians. Les grans vil·les, l'element més característic de les quals era la inclusió de jardins i parcs dins del conjunt residencial, es guarnien amb una gran profusió d'estàtues de tota classe. Aquest marc sumptuós era exclusiu d'uns pocs privilegiats.
Els que havien aconseguit una certa prosperitat econòmica desitjaven participar dels luxes dels patricis i imitaven les seves cases urbanes i les seves vil·les. Els elements arquitectònics es reproduïen a petita escala, de manera que la decoració escultòrica s'havia d'adaptar a l'espai disponible. Tant a les vil·les aristocràtiques com als habitatges urbans, era a l'atri on generalment estava situat el larari. Aquest era un petit tabernacle on es guardaven i veneraven imatges, normalment de petit format, que representaven algunes divinitats (lares, penates), així com el genius del pater familiae. Els retrats dels avantpassats i emperadors s'alçaven també a l'atri, mentre que al peristil i al jardí es col·locaven les efígies de filòsofs i poetes grecs, així com les de romans il·lustres. Entre les columnes del peristil penjaven relleus i màscares, freqüentment amb motius bàquics. Els canals i nimfeus també estaven decorats amb escultures, així com els mateixos jardins.
La decoració de les cases és bastant homogènia, i es repeteixen els mateixos prototipus grecs copiats per servir d'adornament. Es pot observar una especial predilecció per certs temes: Apol·lo, Venus, Diana, nimfes i, sobretot, Bacus i els seus acompanyants. A Tarragona s'han localitzat diverses domus, algunes de notable sumptuositat. Especialment rellevants són les troballes en els terrenys ocupats antigament pel suburbi portuari de Tàrraco.

### Escultura

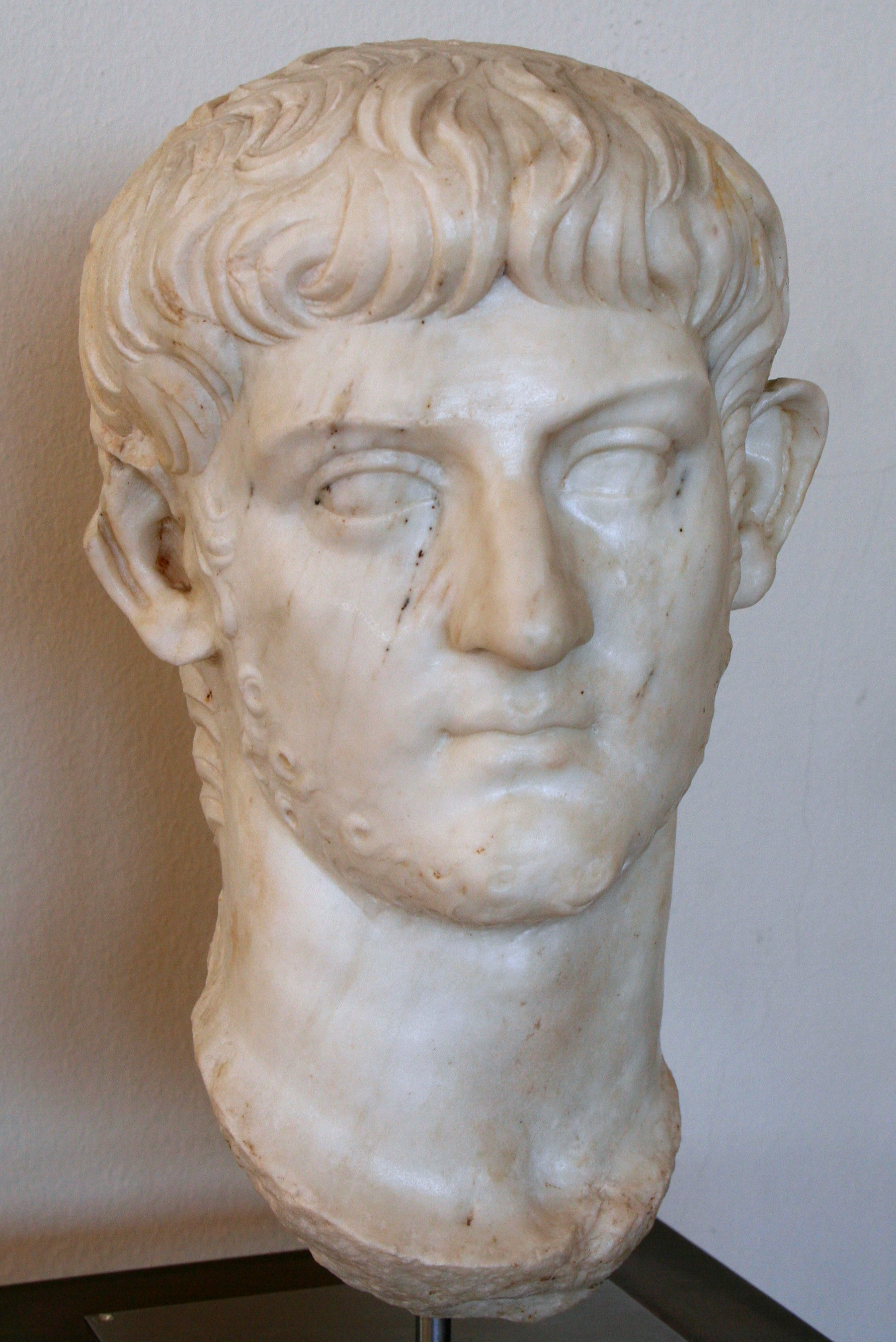
Nero Julius Caesar

A les ciutats de l'Imperi Romà s'aixecaven gran nombre d'estàtues. A les places i edificis públics proliferaven les escultures, així el poble podia contemplar diàriament les representacions de divinitats, herois, emperadors i persones il·lustres. El paper de la plàstica en l'àmbit públic no es limitava solament a ser l'expressió d'un sentit purament estètic, sinó que s'ha d'interpretar com a testimoni de l'ordre polític i social damunt del qual s'assentava l'Imperi Romà, amb una clara funció programàtica de representació. Dins del vast conjunt d'una ciutat, algunes construccions públiques mostraven una decoració escultòrica més profusa que d'altres. Aquest era el cas dels temples o d'edificis destinats a l'oci, com els teatres, les biblioteques, les termes i els nimfeus.
El fòrum, com a centre administratiu i comercial d'una ciutat, era el lloc més apropiat per a la col·locació d'escultures. A Tarragona, les estàtues que es conserven van ser trobades a la zona de la ciutat situada entre el circ i el port coincidint amb edificis públics molt determinats, com el teatre, el fòrum de la ciutat i la schola del Collegium Fabrum. No han quedat, quasi, restes escultòriques procedents de les dues terrasses superiors de Tàrraco, reservades al concili provincial i on s'aixecaven la majoria de les escultures. Aquest fet es deu, segurament, a les successives destruccions de les construccions romanes de la part alta de la ciutat.

### Mosaic

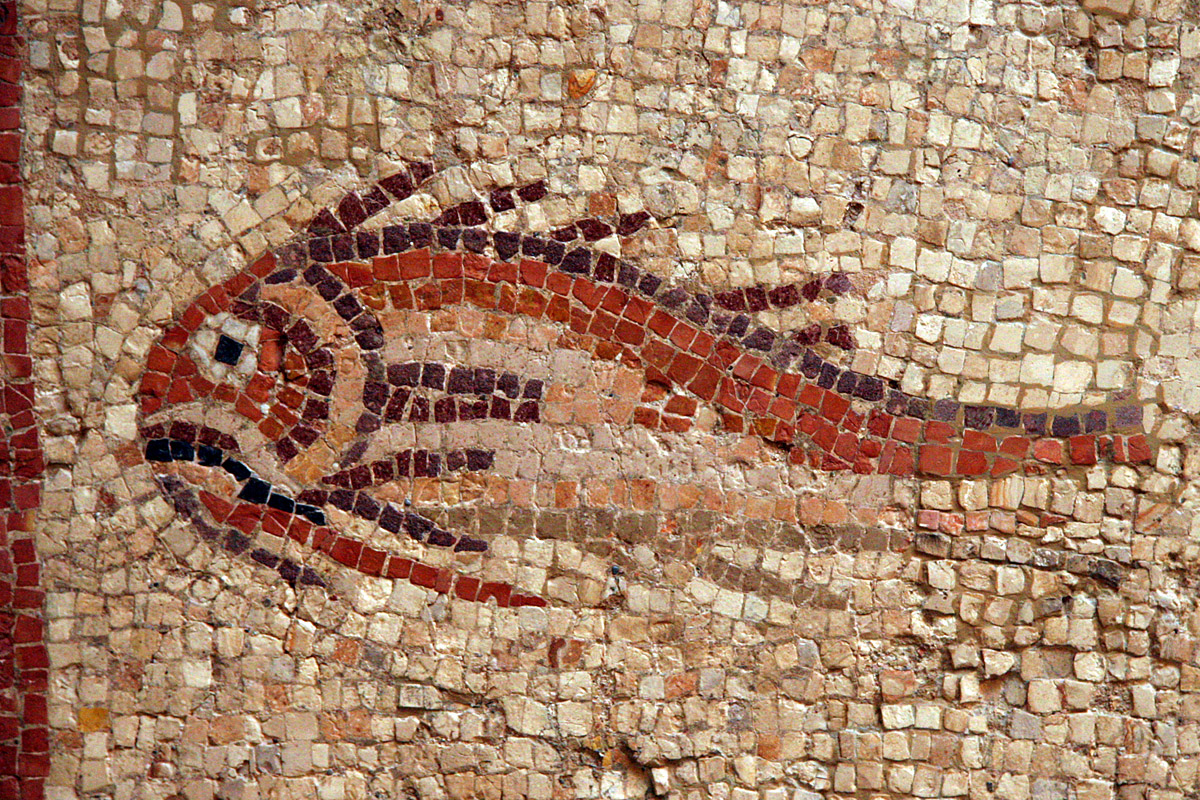
Mosaic dels peixos de la Pineda

Durant els primers segles imperials, Tàrraco adquirí l'aspecte de gran capital de província. Paral·lelament a la construcció dels principals edificis públics, es van edificar nombroses vil·les urbanes. Els mosaics pavimentats, conservats i exposats en aquesta sala, procedeixen fonamentalment dels habitatges romans de la zona coneguda com la pedrera del Port. Els primers paviments coneguts a Tarragona són els d'opus signinum. Molt aviat s'introduí la moda dels mosaics de tessel·les en blanc o en blanc i negre. Aquests, amb el temps, deriven cap a un barroquisme que inclou gran quantitat de detalls ornamentals. Cap al començament del s. III dC, els mosaics policroms substitueixen els anteriors.
Amb la crisi del s. III i el pas de les invasions germàniques, la producció de mosaics de Tàrraco experimentà una important davallada. A partir d'aquest moment, els tallers es concentraran en la decoració de les sumptuoses vil·les dels voltants de la capital, com la de Parets Delgades.

## El Museu Nacional Arqueològic de Tarragona

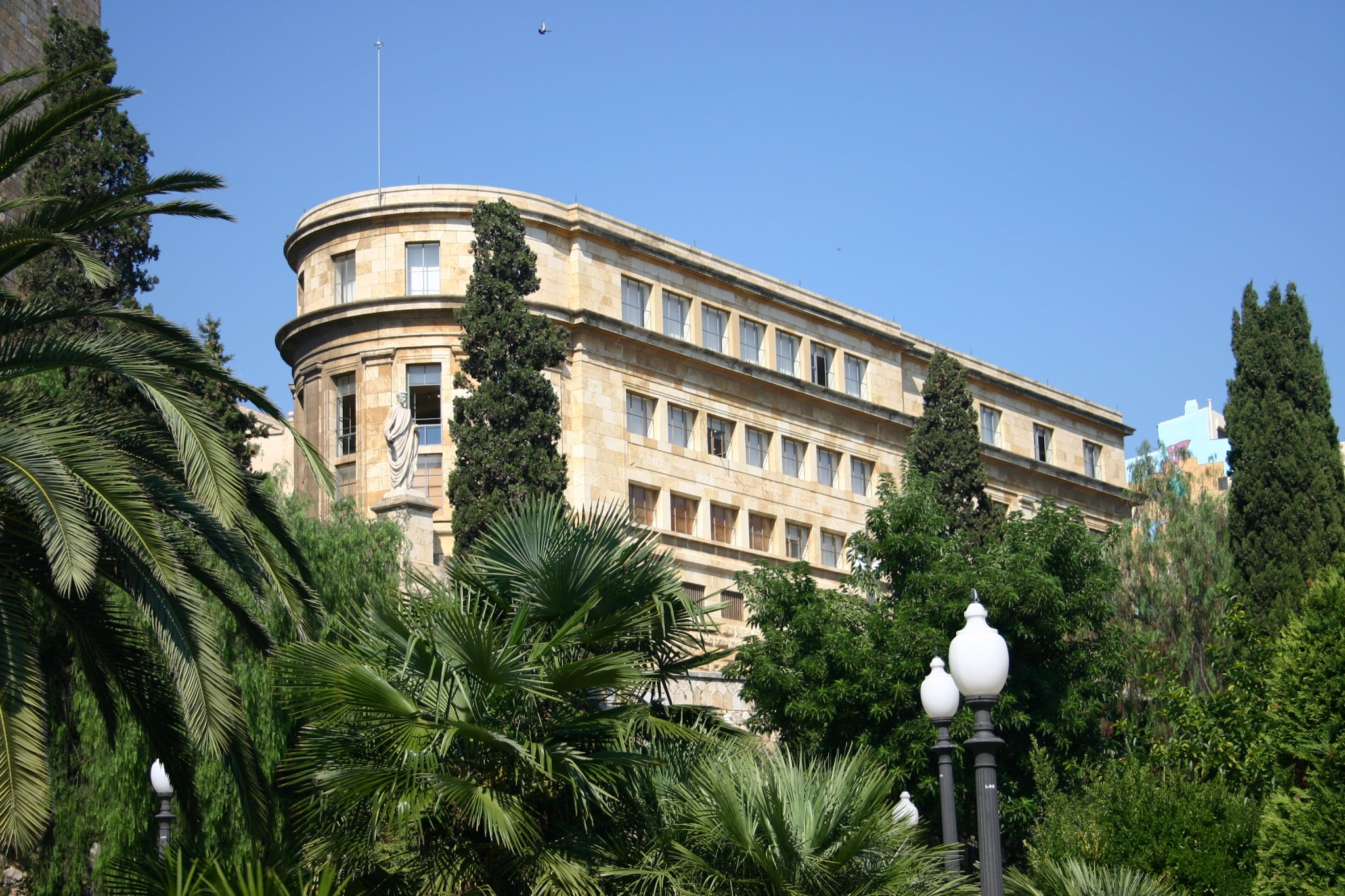
Vista general del Museu Nacional Arqueològic de Tarragona

El centre de conservació i difusió dels testimonis materials del passat romà és el Museu Nacional Arqueològic de Tarragona (MNAT). L'edifici, alçat de nova planta sobre un fragment de la muralla que conserva en el seu interior, és ubicat a la part alta de la ciutat, a la plaça del Rei. Reuneix una important col·lecció de materials (escultures, mosaics, objectes quotidians...) i explicacions sobre l'època. Una de les peces més destacades n'és una nina articulada d'ivori, trobada en la sepultura 152, que pertany a una nena de cinc anys. La singularitat de l'articulació de cames i braços li dona una plaent mobilitat en el moment del joc. Les faccions de la cara –ulls grossos i trepanats– i els cabells en forma de trenes recollides, són representatius dels cànons d'època romana.